# Republicanisme in Nederland

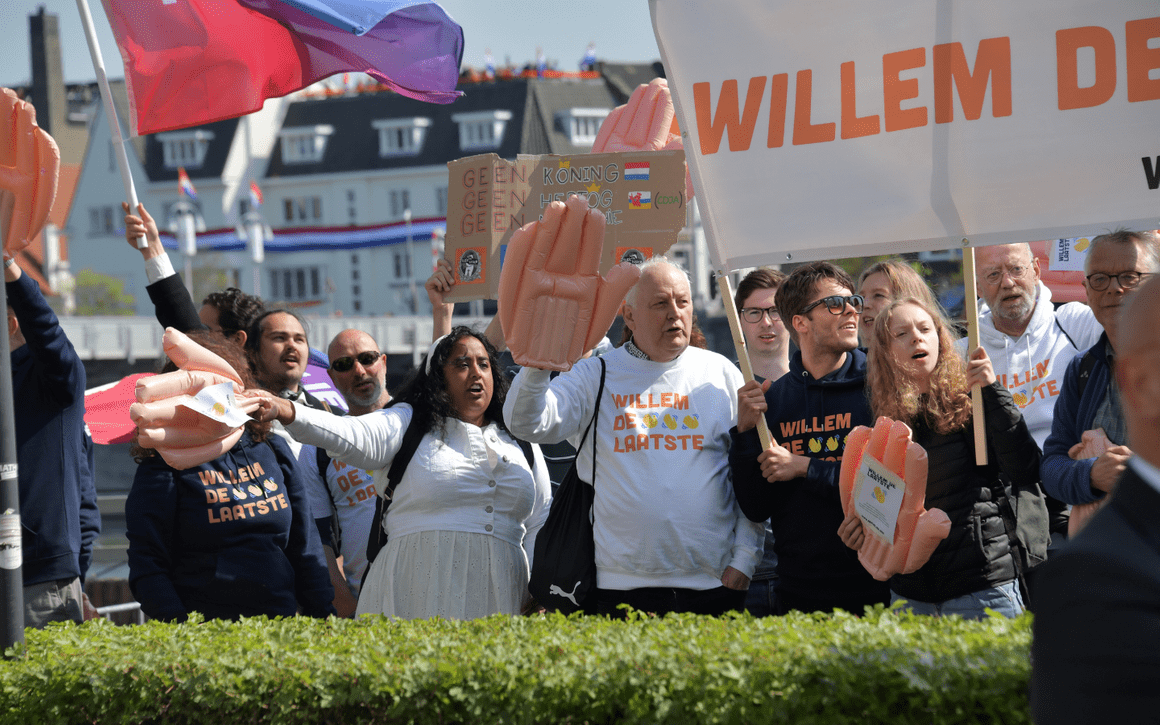
Protest van Republiek op Koningsdag 2022.

Republicanisme in Nederland is een beweging die streeft naar afschaffing van de Nederlandse monarchie en de vervanging ervan door een republiek. Er bestaat in Nederland draagvlak voor het beperken van de politieke bevoegdheden en/of financiële subsidie van het koningshuis  . Peilingen onder de Nederlandse bevolking door Ipsos I&O laten zien dat de populariteit van het koningshuis een neerwaartse trend laat zien, waarbij inmiddels nog maar 51% tot 57% van de Nederlanders zegt voor de monarchie te zijn. Slechts een kwart (25%) daarentegen ziet Nederland liever een republiek worden. Verdere analyse laat zien dat vooral 55-plussers voor het behoud van de monarchie zijn (62,3%), terwijl onder 18- tot 54-jarigen dit 43% is.  Daarnaast blijkt uit het onderzoek dat een meerderheid van de mannen (55%) de monarchie steunt, terwijl dat onder vrouwen slechts een minderheid van 47% is.

## Terminologie
In discussies over staatsvormen wordt er vaak verwezen naar bepaalde 'modellen', gebaseerd op de staatsinrichting van andere landen:
- Spaans model: een constitutionele monarchie waarin de koning (beperkte) politieke macht heeft, maar geen lid is van de regering.[7][8][9][10]
- Zweeds model: een constitutionele monarchie waarin de koning alleen een ceremoniële functie heeft.[7][9][10][11]
- Amerikaans model: een presidentiële republiek waarin de president rechtstreeks door de bevolking wordt gekozen en veel macht heeft. De president is zowel staatshoofd als leider van de uitvoerende macht.[12]
- Frans model: een semipresidentiële republiek waarin de president rechtstreeks door de bevolking wordt gekozen en veel macht heeft, maar moet samenwerken met de premier.[12][13]
- Duits model: een parlementaire republiek waarin het parlement de president aanwijst, die weinig tot geen macht heeft.[10][13][14]
- Zwitsers model: een republiek met een directoriaal systeem waarin een collectief zowel de uitvoerende macht als de functie van staatshoofd bekleedt.[13]

## Historische ontwikkeling

### 1581–1795: Republiek der Zeven Verenigde Nederlanden

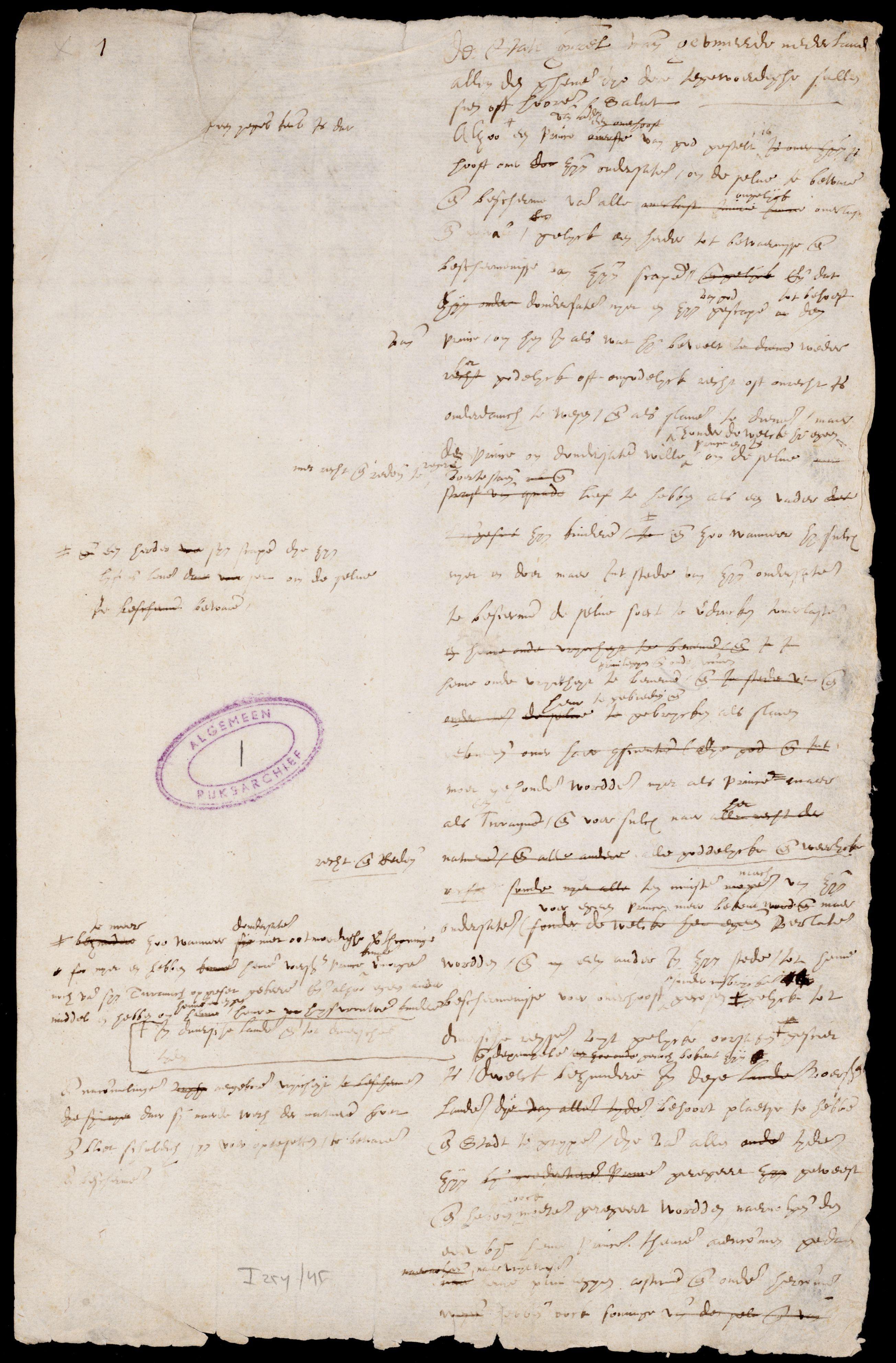
Eerste pagina van het Plakkaat van Verlatinghe, de Nederlandse onafhankelijkheidsverklaring van de Spaanse monarchie. Uiteindelijk leidde deze in 1588 tot de stichting van de Republiek.

#### Vestiging van de Republiek
'Nederland' ontstond als staat tijdens de Tachtigjarige Oorlog (1568–1648) doordat enkele gewesten en steden in de Habsburgse Nederlanden die zich hadden aangesloten bij de Unie van Utrecht zich in 1581 middels het Plakkaat van Verlatinghe onafhankelijk verklaarden van het Spaanse Rijk. Na vergeefse pogingen om een erfelijk staatshoofd te vinden, werd in 1588 met de Justificatie of Deductie de Republiek der Verenigde Nederlanden uitgeroepen. De oorlog had oorspronkelijk echter noch het verkrijgen van politieke onafhankelijkheid, noch de stichting van een republiek als einddoel, noch werden de Zuidelijke Nederlanden hier opzettelijk van uitgesloten. Eigenlijk leidde het onvermogen van het Habsburgse regime om religieuze, sociale en politieke onrust (die oorspronkelijk het ernstigst was in Vlaanderen en Brabant) afdoende het hoofd te bieden tot een onverzoenlijk situatie. Hiervan waren een onafhankelijke overwegend calvinistische republiek in de Noordelijke Nederlanden tegenover de overwegend katholiek en Spaanse royalistisch gebleven Zuidelijke Nederlanden het onbedoelde resultaat. Naarmate de oorlog echter vorderde, speelden het Huis Oranje-Nassau en de zijtak Nassau-Dillenburg een steeds belangrijker rol: in 1590 hadden zij alle stadhouderschappen en militaire leiderschapsposities in de Republiek verenigd in de personen van Maurits en Willem Lodewijk. Machtsstrijd tussen het huis Oranje, dat geleidelijk een dynastie opbouwde met monarchale aspiraties, en de staatsen, een losse coalitie van facties die streefden naar een republikeinse, doorgaans min of meer oligarchische staatsvorm, duurden voort in de 17e en 18e eeuw.

#### Loevesteiners en Verlichters
Jurist Hugo de Groot (1583–1645) schreef in 1610 het Tractaet vande oudtheyt vande Batavische nu Hollandsche republique, dat moest aantonen dat de Staten van Holland altijd al soeverein waren geweest (sinds de Bataven) en een vorst konden aanstellen en afzetten wanneer zij wilden. Het diende vooral de Opstand tegen het Spaanse Rijk en het bestaan van de daaruit voortgekomen onafhankelijke Republiek te rechtvaardigen.

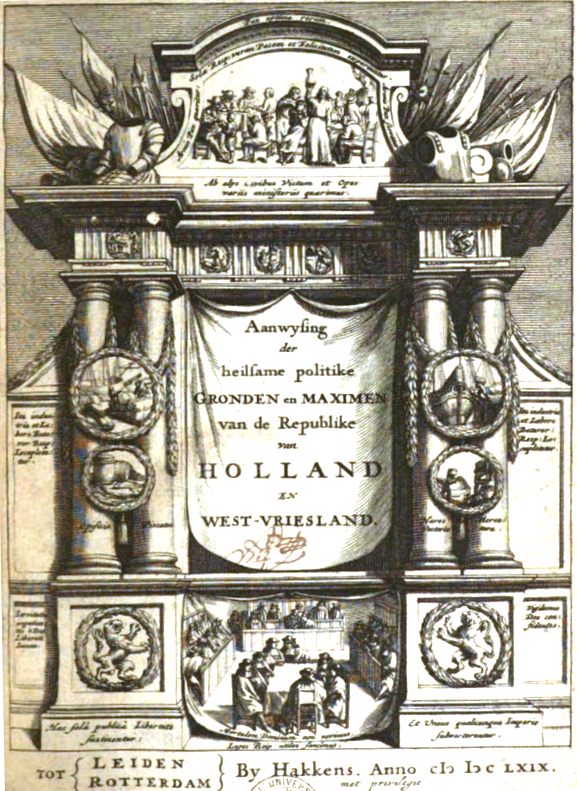
Pieter de la Courts Aanwysing (1669), een fel republikeins betoog.

Moderne historici zijn het erover eens dat de Oranjes sinds het stadhouderschap van Frederik Hendrik van Oranje (1625–1647) ernaar hebben gestreefd om van de Republiek een monarchie onder hun heerschappij te maken. De gevangenneming van enkele staatsgezinde regenten en de mislukte staatsgreep in 1650 door Frederik Hendriks zoon, stadhouder Willem II van Oranje, leidde tot het ontstaan van de Loevesteinse factie onder leiding van Johan de Witt, die streefde naar een republiek zonder Oranje. Na de mislukte machtsgreep en onverwachte dood van Willem II besloten de provincies Holland, Zeeland, Utrecht, Gelderland en Overijssel om helemaal geen nieuwe stadhouder meer aan te stellen, waarmee het Eerste Stadhouderloze Tijdperk (1650–1672/5) aanbrak in vijf van de zeven Verenigde Provinciën. Toen de Republiek bovendien in de Eerste Engels-Nederlandse Oorlog (1652–1654) werd verslagen door het Engels Gemenebest, moesten de Staten van Holland geleid door Johan de Witt de Akte van Seclusie tekenen, die bepaalde dat Willems zoon Willem III van Oranje uitgesloten was van het ambt van stadhouder van Holland. De legitimiteit en noodzakelijkheid van het vreemde ambt van stadhouder werd in toenemende mate betwijfeld en ondermijnd, vooral toen het evident leek dat de Oranjes het ambt erfelijk wilden maken en de bereidheid hadden getoond om militair geweld te gebruiken om de macht van het stadhouderschap te versterken.
De bekendste en felste schrijver die de Loevesteiners vertegenwoordigde was Pieter de la Court (1618–1685), die in meerdere werken de monarchie afwees ten gunste van een republikeinse staatsvorm. In het voorwoord van Interest van Holland (1662) schreef hij: "[D]en Hollandschen ingezetenen [kan] geen grooter quaad overkomen, dan geregeert te werden door een Monarch, Heer ofte Hooft: en (...) ter contrarie [kan] God de Heer over een land, gebouwt op zodanige gronden, geen grooter zegen uitstorten, dan met in het zelve in te voeren een vrye Republiksche ofte Staats-gewijze Regeering." In Aanwysing der heilsame politike Gronden en Maximen van de Republike van Holland en West-Vriesland (1669) viel hij de monarchie nog feller aan.

Filosoof Baruch Spinoza (1632–1677), die regelmatig uit het werk van De la Court citeerde, beschreef in zijn onvoltooide Tractatus Politicus (1677) hoe een ideale staat, een democratische republiek, eruit zou moeten zien. Koningen hebben volgens Spinoza de natuurlijke neiging om hun persoonlijke belangen na te streven en grote delen van de macht over te laten aan vertrouwelingen die praktisch vaak het land besturen als de koning zwak is. Deze vertrouwelingen zijn meestal edelen, waardoor het in feite een aristocratie is in plaats van een monarchie. De beste monarchie is een schijnmonarchie, een gekroonde republiek waarin vorsten zo min mogelijk te zeggen hebben. Spinoza stelt een door burgers verkozen Raad van State voor om de belangrijkste beslissingen te nemen en om de moordende en plunderende koninklijke huurlegers te vervangen door een onbetaald dienstplichtig burgerleger dat het eigen land uit zelfbehoud verdedigt. Als de Raad van State groot en representatief genoeg is, zal nooit een meerderheid vóór oorlog zijn vanwege het leed en de verwoesting en hoge belastingen die het oplevert.

Dominee en filosoof Frederik van Leenhof (1647–1715), die het werk van de zeer controversiële Spinoza heimelijk bewonderde, hield in De Prediker van den wijzen en magtigen Konink Salomon (1700) een nauwelijks verhuld pleidooi voor een soort meritocratische republiek, terwijl hij monarchie ("zonder twijfel de meest imperfecte regering") en aristocratie verwierp. Erfopvolging is volgens hem waardeloos; alleen de rede verschaft legitimiteit aan een regering en de ware soevereiniteit is het algemeen belang van de gemeenschap. Koninklijke staande legers van huurlingen moeten worden afgeschaft om te voorkomen dat ze worden gebruikt om de onderdanen van de koning te onderdrukken. In plaats daarvan dient de staat zijn burgers te trainen en een militie te vormen die het algemeen belang verdedigt.

#### Patriotten

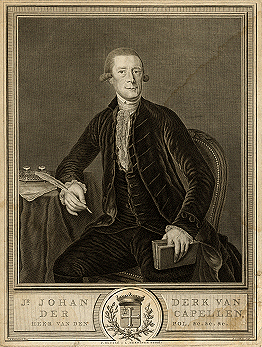
Patriottenleider Van der Capellen, beroemd om zijn democratisch-republikeinse pamflet uit 1781.

Vanaf de jaren 1770 kwamen de patriotten op als derde factie naast de orangisten (prinsgezinden) en Loevesteiners (staatsgezinden). De patriotten waren onderling verdeeld: de aristocratische oud-patriotten (voortkomend uit de Loevesteinse traditie) poogden ofwel door te dringen in de zittende facties, of de macht van Oranje te beperken of elimineren, maar waren tegen een democratisering die hun eigen privileges kon bedreigen. De democratische patriotten wilden een democratische republiek stichten, streefden naar complete gelijkheid en daarmee ook naar de uiteindelijke afschaffing van de aristocratie. Naarmate de laatste groep groeide en radicaliseerde, bracht dit sommige oudpatriotten ertoe om hun steun weer aan Oranje te geven.
Uit onvrede over het patronagestelsel waarin posten werden toegewezen, de neergang van de Aziatische handel van de VOC, werkloosheid in de textielindustrie en de wens tot democratisering, keken de midden- en bovenklasse op naar de Amerikaanse Revolutie en haar Onafhankelijkheidsverklaring en het Nederlandse Plakkaat van Verlatinghe en begonnen hun rechten (voor het eerste beschreven in de Unie van Utrecht uit 1579) opnieuw op te eisen. De lagere klassen bleven grotendeels achter het bestaande Oranje stadhouderschap staan, dat het Britse Rijk steunde tegen de Amerikaanse rebellen. Het jaar 1780 wordt algemeen beschouwd als de uitbraak van het grote conflict tussen patriotten en orangisten, toen hun tegengestelde beleid ten aanzien van de Amerikaanse Onafhankelijkheidsoorlog binnenlandse conflicten aanwakkerde. Toen de Republiek zich dreigde aan te sluiten bij het Verbond van Gewapende Neutraliteit om haar recht te verdedigen om te handelen met de opstandige Amerikaanse koloniën, verklaarde Groot-Brittannië de oorlog: de Vierde Engels-Nederlandse Oorlog (1780–1784). De patriotten grepen de gelegenheid aan om te proberen zich nu geheel van Oranje te ontdoen en sloten een bondgenootschap met de Amerikaanse republikeinse revolutionairen. Dit werd het duidelijkst uitgedrukt in het pamflet Aan het volk van Nederland, in 1781 anoniem verspreid door Joan Derk van der Capellen tot den Pol. Mede dankzij zijn invloed in de Staten-Generaal werd Nederland het tweede land om de jonge Amerikaanse Republiek in 1782 diplomatiek te erkennen. Tussen 1782 en 1787 slaagde het democratisch patriottisme erin om zich te wortelen in delen van de Republiek. Vanaf 1783 vormden patriotten milities die exercitiegenootschappen of vrijcorpsen genoemd werden. Ze probeerden de prins en stadsbesturen te overtuigen om niet-calvinisten toe te laten tot de vroedschap. In 1784 hielden ze hun eerste nationale vergadering en in 1785 sloten ze de Acte van Verbintenis. Het totale aantal patriotse vrijwillige militieleden wordt geschat op 28.000.
De gewesten Holland en Utrecht werden bolwerken van democratische patriotten in 1785 en Willem V vluchtte dat jaar van Den Haag naar Nijmegen Daarop kwam het steeds vaker tot een gewapend treffen tussen patriotse en Oranje vrijkorpsen. Na de Pruisische inval in september en oktober 1787 kon Willem V eindelijk zijn macht herstellen. Veel patriotten ontvluchtten het land naar Noord-Frankrijk. Franse revolutionairen, gesteund door het Bataafs Legioen (bestaande uit gevluchte patriotten) veroverden de Republiek in 1795 en stichtten de zusterlijke Bataafse Republiek.

### 1795–1806: Bataafse Republiek

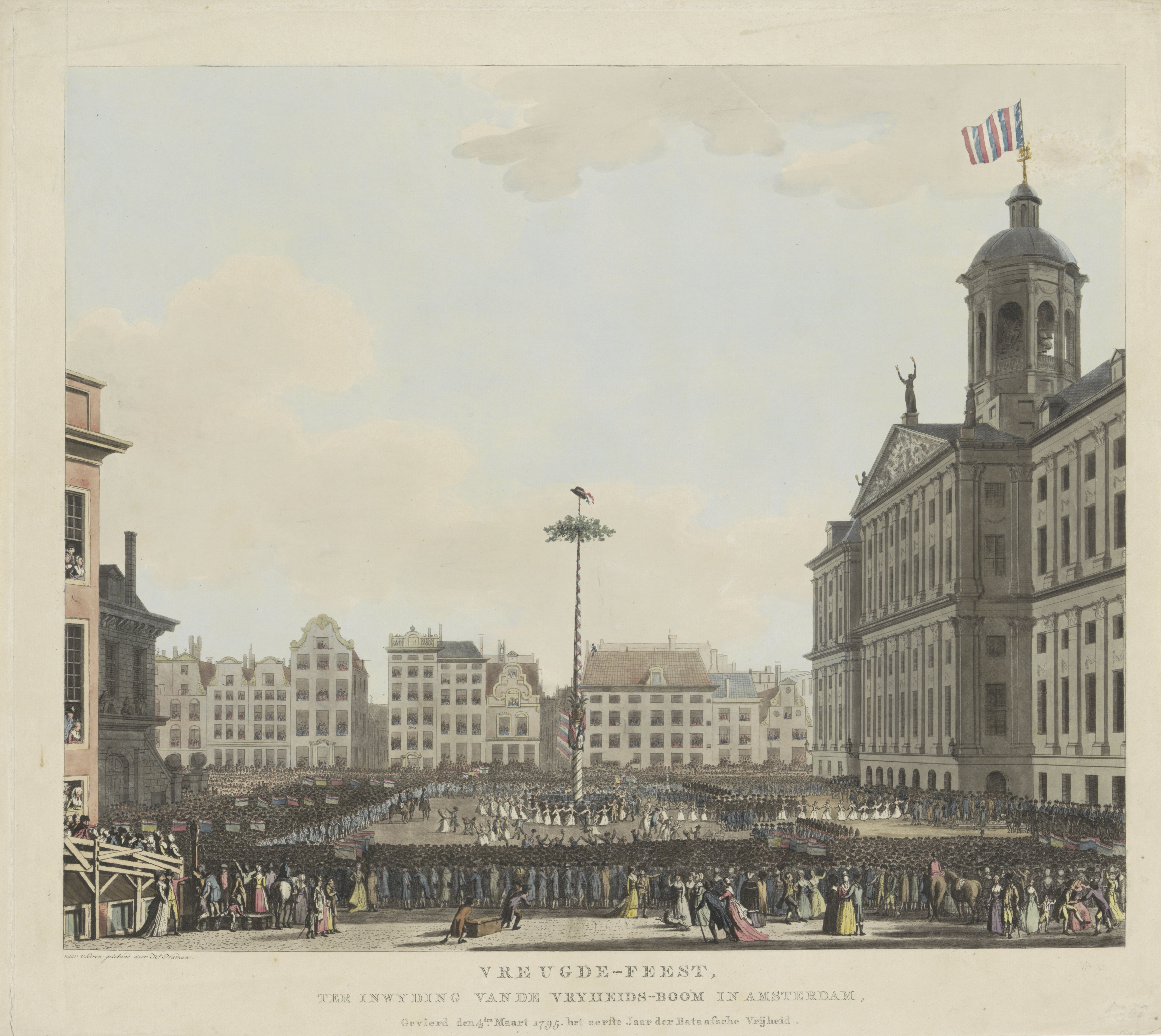
De Vrijheidsboom op de Dam, symbool van de Bataafse Republiek.

De laatste stadhouder, Willem V, vluchtte op 18 januari 1795 met zijn zoon Willem Frederik naar Engeland, waar hen een subsidie werd gegeven ter compensatie van het verlies van al hun bezittingen in de Nederlanden die door de Bataafse regering waren geconfisqueerd. Nadat Willem Frederik de hoop om de Oranjedynastie te herstellen had opgegeven na de desastreus verlopen Brits-Russische expeditie naar Noord-Holland, begon hij te onderhandelen met Eerste Consul Napoleon Bonaparte van de Franse Republiek. Zijn pogingen om als een soort president van de Bataafse Republiek te worden aangesteld, waarbij hij afstand deed van zijn erfopvolging, waren geen succes, evenals zijn claim van 117 miljoen guldens aan schadevergoeding voor verloren domeinen en vermeende schulden die hij eiste van de Bataafse Republiek. In december 1801 liet Willem V de Brieven van Oranienstein optekenen, waarin hij de Bataafse Republiek formeel erkende, hetgeen Napoleon als voorwaarde voor enige compensatie stelde. Later zou hij Napoleons aanbod van de abdijen van Fulda en Corvey afslaan, hetgeen wellicht duidde op zijn onbaatzuchtigheid. In tegenstelling tot en ondanks de protesten van zijn vader bleef Willem Frederik meer financiële en territoriale compensatie najagen. Uiteindelijk koos hij in 1802 voor het Vorstendom Nassau-Oranje-Fulda en een schadeloosstelling van 5 miljoen gulden van de Bataafse Republiek, terwijl hij afstand deed van al zijn aanspraken op de Nederlanden. Volgens republikeinen toonde dit zijn persoonlijke hebzucht aan en een gebrek aan een daadwerkelijke toewijding aan het Nederlandse volk. Toen Napoleon er in 1806 bovendien achter kwam dat zijn vazal Willem Frederik heimelijk samenzwoer met Pruisen en weigerde om toe te treden tot de Rijnbond, ontnam hij hem Fulda weer. Hierna trad Willem Frederik in Pruisische en later Oostenrijkse militaire dienst.

### 1806–1830: vroege monarchieën
Nederland werd in 1806 een monarchie doordat de zelfgekroonde keizer Napoleon van Frankrijk zijn jongere broer Lodewijk Napoleon Bonaparte als vazal aanstelde over het Koninkrijk Holland, dat het Bataafs Gemenebest verving. Na een korte annexatie door Frankrijk waarin Napoleon rechtstreeks over Nederland heerste (1810–1813), keerde Willem Frederik van Oranje terug om zijn dynastie te herstellen na Napoleons nederlaag in de Slag bij Leipzig. Het anti-Franse en orangistische klimaat onder de Nederlandse bevolking en de militaire macht van de conservatieve Zesde Coalitie die de Lage Landen bezetten, maakten het hem eerst mogelijk om een constitutionele monarchie te vestigen, het Soeverein Vorstendom der Verenigde Nederlanden (1813–1815). Op het Congres van Wenen dat de Restauratie doorvoerde, lobbyde Willem met succes voor het verenigen van het grondgebied van de voormalige Republiek en de Oostenrijkse Nederlanden onder zijn heerschappij (bevestigd door de Acht Artikelen van Londen). Vervolgens greep hij de gelegenheid van Napoleons terugkeer aan om op 16 maart 1815 zichzelf de titel koning Willem I van het Verenigd Koninkrijk der Nederlanden toe te eigenen. (bevestigd door de Laatste Acte van het Congres van Wenen op 9 juni). Hiermee gingen zijn bevoegdheden veel verder dan onder zijn voorouders als stadhouders in de tijd van de Republiek was geweest. Na de Belgische Revolutie in 1830 beperkte de macht van de Oranje-Nassaus zich weer tot de Noordelijke Nederlanden en heeft de Tweede Kamer der Staten-Generaal geleidelijk aan invloed gewonnen.

### 1830–1849: democratisering

#### Abdicatie Willem I

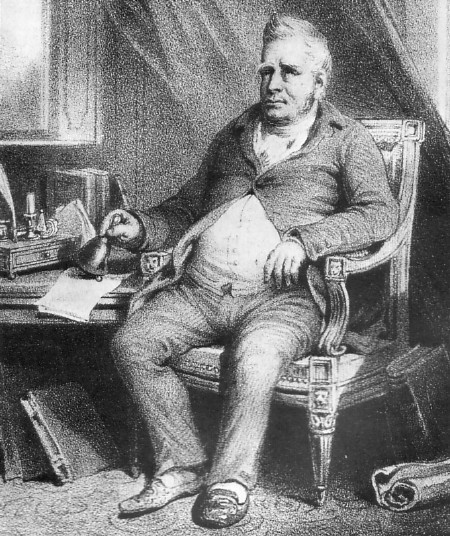
Willem I verklaarde in 1840: "Je suis né républicain".

Aanvankelijk weigerde Willem I de Belgische onafhankelijkheid te aanvaarden en meende bovendien dat als Nederland van een krachtig vastelandsrijk teruggebracht zou worden tot de oude republikeinse grenzen, een monarchie geen zin zou hebben. Zijn populariteit leed steeds meer onder zijn weigering om België te erkennen, terwijl hij een duur leger op de been hield waarmee hij van plan was het Zuiden te heroveren. De oppositie in de Staten-Generaal werd steeds feller totdat hij uiteindelijk in 1839 instemde met het Verdrag der XXIV artikelen. Dit maakte een grondwetsherziening noodzakelijk, waarbij de parlementaire oppositie erin slaagde een begin te maken met de invoering van ministeriële verantwoordelijkheid. Deze hervorming stond koning Willem te sterk tegen om nog door te regeren en het was een van de redenen voor zijn abdicatie op 7 oktober 1840. Een andere was dat hij de rest van zijn populariteit dreigde te verliezen door zijn huwelijk met de half-katholieke Belgische hofdame Henriëtte d'Oultremont de Wégimont dat velen als landverraad zagen. Toen hij in 1840 zijn falen erkende, zei hij "Ne veut-on plus de moi? On n'a qu'à le dire; je n'ai pas besoin d'eux." ("Wil men mij niet meer? Ze hoeven het maar te zeggen; ik heb hen niet nodig.") en dat "je suis né républicain" ("ik ben als republikein geboren").

#### Eillert Meeter
In mei 1840 werden journalist, publicist en republikeinse revolutionair Eillert Meeter en 25 kameraden gearresteerd in Groningen nadat zij een schilderij van Willem I uit een wafelkraam hadden verwijderd en gedronken op de republiek. Ze werden verdacht van een samenzwering tegen de monarchie, maar drie maanden later weer vrijgelaten omdat de beschuldigingen niet konden worden bewezen. Desondanks probeerde het Openbaar Ministerie Meeter te veroordelen tot vier jaar gevangenisstraf voor zijn antiautoritaire geschriften in zijn tijdschrift De Tolk der Vrijheid; hij vluchtte in februari 1841 naar België en uiteindelijk naar Parijs. Van daaruit verzocht en verkreeg hij amnestie van koning Willem II en hij verhuisde naar Amsterdam. Als onderzoeksjournalist verzamelde hij allerlei schandaalverhalen over het privéleven van Willem II, waaronder diens pogingen om koning van Frankrijk of België te worden, een complot tegen zijn eigen vader toen hij wilde hertrouwen en ten slotte 's konings heimelijke homoseksualiteit (hetgeen destijds nog pervers werd bevonden). Van 1840 tot 1848 betaalde koning Willem II Meeter regelmatig om hem stil te houden. In 1857 publiceerde Meeter zijn memoires waaronder zijn bevindingen over koningszaken in het Engels in Londen onder de titel Holland, Its Institutions, Its Press, Kings and Prisons. Hoewel men hem sindsdien heeft proberen weg te zetten als leugenaar, onthulden documenten uit het Huisarchief in 2004 dat hij naar waarheid had geschreven.

#### Grondwetsherziening 1848
Willem II, die populairder was dan zijn vader, was ook bereidwilliger om naar zijn raadgevers te luisteren. Toen de Revoluties van 1848 door Europa raasden, waarbij nationalisten en liberalen in opstand kwamen tegen de adel en koningshuizen, waarvan er velen vielen of wankelden, was Willem II ernstig bezorgd om zijn veiligheid en om zijn macht te verliezen. In één nacht veranderde hij van conservatief naar liberaal en ging akkoord met de verstrekkende Grondwetsherziening van 1848 op 11 oktober 1848. Hij aanvaardde de invoering van volledige ministeriële verantwoordelijkheid in de constitutie, hetgeen leidde tot het stelsel van de parlementaire democratie, waarbij de Tweede Kamer rechtstreeks door de kiezers werd verkozen volgens een districtenstelsel. Het parlement kreeg het recht van amendement en recht van enquête. De Provinciale Staten, die zelf door de kiezer werden gekozen, benoemden bij meerderheden voor iedere provincie de leden van de Senaat uit een selecte groep burgers uit de opperklasse. Een commissie voorgezeten door de liberale Thorbecke werd aangesteld om een nieuwe grondwet te ontwerpen, hetgeen op 19 juni voltooid was. Het kiesrecht werd uitgebreid (maar nog steeds beperkt tot het censuskiesrecht) en ook de grondrechten waaronder vrijheid van vergadering, het briefgeheim, vrijheid van kerkelijke organisatie en de vrijheid van onderwijs.

### 1849–1890: Willem III

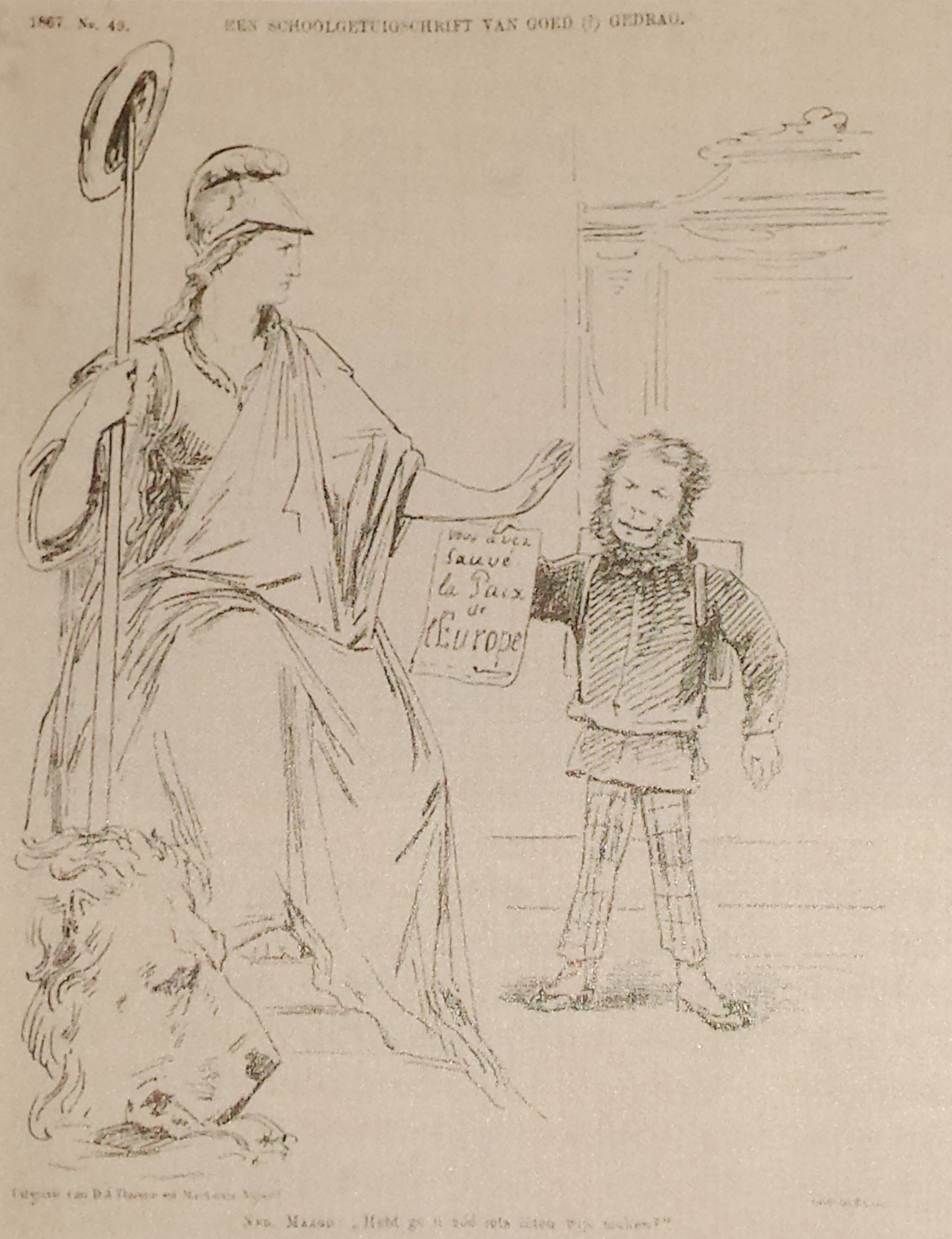
Spotprent op Van Zuylen van Nijevelt die Nederland nodeloos verwikkelde in Willems persoonlijke diplomatieke conflict.

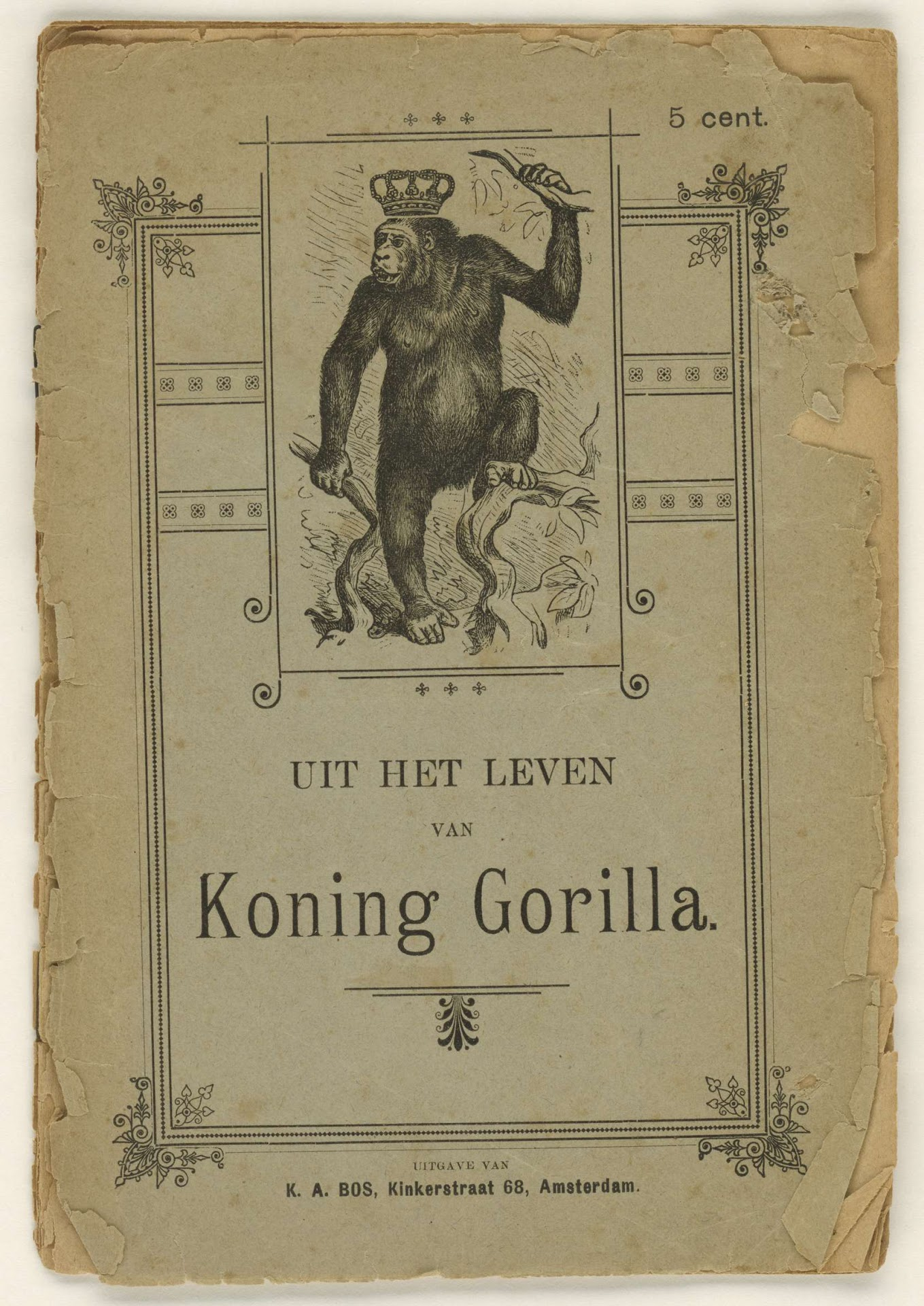
Anoniem schotschrift uit 1887 tegen Willem III, die als "Koning Gorilla" werd bestempeld.

Ten tijde van Willem III verloor het Nederlandse vorstenhuis aan populariteit, omdat Willem III grote moeite had zich aan de nieuwe Grondwetsherziening van 1848 te houden. Het liefst wilde hij dezelfde macht als zijn voorgangers. In 1866 vormde hij na het Kabinet-Thorbecke II een conservatief kabinet. Dat kabinet werd direct weggestemd in de Tweede Kamer wegens de omstreden aanstelling van Pieter Mijer als Gouverneur-generaal van Nederlands-Indië. In plaats van dat de koning het kabinet liet vertrekken, ontbond hij het parlement en schreef nieuwe verkiezingen uit. Alle kiezers kregen een brief waarin de koning de kiezers opriep conservatief te gaan stemmen. De conservatieven wonnen wel, maar haalden geen meerderheid. Desondanks nam het kabinet geen ontslag.

#### Luxemburgse kwestie
In 1867 trachtte Willem Luxemburg te verkopen aan Frankrijk om zowel het Europese machtsevenwicht te herstellen na de onverwachte Oostenrijkse nederlaag in de Duitse Oorlog (1866) en om zijn persoonlijke geldproblemen te verhelpen. Zijn besluit maakte Pruisen woedend, waaronder de Luxemburgse kwestie ontstond. Minister-president Julius van Zuylen van Nijevelt slaagde erin om oorlog te voorkomen tussen Pruisen, Nederland en Frankrijk door een conferentie te organiseren tussen de grootmachten, die leidde tot het Verdrag van Londen (1867). Het kabinet werd heftig bekritiseerd door liberale Kamerleden, omdat het Nederlands neutraliteit had bedreigd terwijl het zich buiten de kwestie had moeten houden, die alleen Willems verantwoordelijkheid was als Groothertog van Luxemburg. De Tweede Kamer verwierp de begroting voor Buitenlandse Zaken in november, waarop het kabinet zijn ontslag aanbood aan de koning, maar de boze Willem besloot in plaats daarvan de Kamer te ontbinden. De nieuw verkozen Tweede Kamer handhaafde haar oppositie, verwierp de buitenlandse begroting opnieuw en nam de motie-Blussé van Oud-Alblas, waarin de Kamerontbinding werd veroordeeld. Dit keer nam het kabinet wel ontslag, hetgeen resulteerde in een parlementaire overwinning. De Luxemburgse kwestie bevestigde de werking van het parlementaire stelsel en beperkte de koninklijke invloed in de politiek:

1. Ministers moeten het vertrouwen genieten van het parlement;

2. Middels het budgetrecht kan het parlement ministers tot aftreden dwingen;

3. De koning kan alleen zijn recht om ministers aan te stellen of te ontslaan gebruiken met instemming van de parlementaire meerderheid;

4. De regering kan in geval van conflict één of beide Kamers ontbinden; indien echter de nieuwe Kamer bij het standpunt van de oude blijft, dan moet de regering toegeven.

#### Dynastieke perikelen
Het persoonlijke leven van de koning was geregeld een bron van ergernissen, niet slechts onder Nederlandse politici en soms de bevolking, maar ook in het buitenland (hij werd in het bijzonder berucht om zijn exhibitionisme aan het Meer van Genève). Zijn eigengereide besluit – zonder ministerieel contraseign, dus ongeldig – om enkele weken na de dood van koningin Sophie van Württemberg de Franse operazangeres Emilie Ambre tot 'comtesse d'Ambroise' te adelen, haar een weelderige residentie in Rijswijk en later Parijs te schenken en vervolgens zijn intentie om haar huwen zonder instemming van het kabinet, leidde tot politiek oproer. Zijn oom prins Frederik eiste dat Willem zou aftreden als hij zijn plannen zou doorzetten. Uiteindelijk gaf Willem toe en trouwde in plaats daarvan met de 20-jarige Emma van Waldeck-Pyrmont. Al deze acties gaven de monarchie een slechte naam, zodanig dat gedurende de jaren 1880 er ernstige oproepen werden gedaan om het koningschap af te schaffen. Uitgesproken republikeinse schrijvers, journalisten en hun publicisten waren steeds vaker socialistisch, zoals Ferdinand Domela Nieuwenhuis (van wie men denkt dat hij samen met Sicco Roorda van Eysinga achter het anonieme schotschrift uit 1887 tegen Willem III zat, getiteld "Uit het leven van Koning Gorilla"). In tegenstelling tot zijn vader betaalde Willem III niet om zijn critici stil te houden, maar liet ze arresteren en gevangenzetten of verbannen. Omdat ze de opkomst van het socialisme als een bedreiging zagen, begonnen verscheidene liberalen, die traditioneel republikeins waren geweest, een orangistische tegenbeweging. Het overlijden van Willem III werd door Luxemburg aangegrepen om de personele unie met Nederland op grond van de Salische wet te verbreken, maar via de tak Nassau-Weilburg zette men daar de monarchie voort.

### 1890–1948: herstel door heroriëntatie
Koningin-regentes Emma en koningin Wilhelmina slaagden erin om veel van de onder Willem III verloren populariteit te herwinnen. Met succes transformeerden ze de rol van het koninklijk huis als "symbool van eenheid, onverzettelijkheid en deugdzaamheid" van de natie. Nadat Wilhelmina in 1890 op de troon kwam, werden er roddels verspreid door het socialistische satirische tijdschrift De Roode Duivel dat Willem III niet haar echte vader was, maar Emma's vertrouweling S.M.S. de Ranitz. Dit zou de legitimiteit van Wilhelmina's heerschappij ondermijnen. Hoewel er geen hard bewijs bestaat voor de aantijgingen, en de consensus onder historici is dat ze vals zijn, waren de geruchten hardnekkig en komen nog steeds voor in complottheorieën die in republikeinse kringen circuleren. De auteur van het gerucht, het latere Tweede Kamerlid Louis Maximiliaan Hermans, werd in 1895 voor een ander spottend artikel en spotprent in De Roode Duivel veroordeeld tot zes maanden gevangenisstraf voor majesteitsschennis. Er waren aanzienlijk meer zorgen over de toekomst van de koninklijke dynastie toen Wilhelmina's huwelijk met Hendrik van Mecklenburg-Schwerin (sinds 1901) meermaals resulteerde in een miskraam. Indien het Huis van Oranje zou zijn uitgestorven, dan zou de troon waarschijnlijk zijn toegevallen aan prins Heinrich XXXII Reuß zu Köstritz, waardoor Nederland waarschijnlijk onder onwenselijk sterke invloed van het Duitse Keizerrijk zou komen die de Nederlandse onafhankelijkheid zou bedreigen. Niet alleen socialisten, maar ook antirevolutionaire politici waaronder minister-president Abraham Kuyper en liberalen zoals Samuel van Houten bepleitten in de Tweede Kamer het herstel van de Republiek als het huwelijk kindloos bleef. De geboorte van prinses Juliana in 1909 deed de vraag rusten.

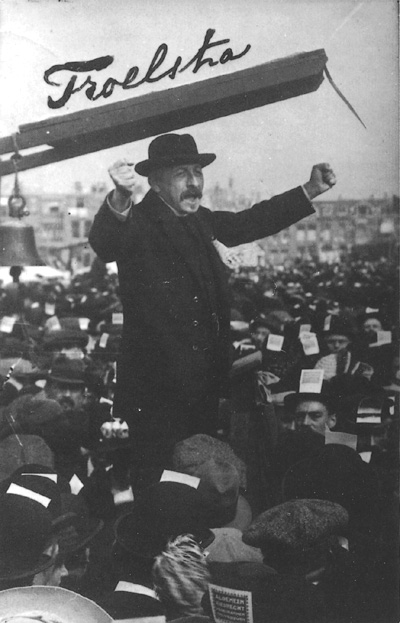
Socialistische leider Pieter Jelles Troelstra (rond 1912).

Aan het einde van de Eerste Wereldoorlog, tijdens de "Roode Week" van november 1918 mislukte de poging onder leiding van de republikeinsgezinde SDAP-leider Pieter Jelles Troelstra om naar voorbeelden elders in Europa een socialistische revolutie te ontketenen in Nederland. In plaats daarvan werden massademonstraties ten gunste van het Huis van Oranje georganiseerd, met als voornaamste op het Malieveld in Den Haag op 18 november 1918, waar koningin Wilhelmina, prins Hendrik en de jonge prinses Juliana werden toegejuicht door duizenden mensen die oranje vlaggen zwaaiden. Na deze "Vergissing van Troelstra" werden de meeste socialisten en sociaaldemocraten geleidelijk monarchistisch in de jaren 20 en 30. Bij de geboorte van prinses Irene op 5 augustus 1939 verklaarde SDAP-leider Koos Vorrink: 'Voor de overweldigende meerderheid van het Nederlandse volk zijn de nationale eenheid en onze nationale traditie in de personen van het Huis Oranje-Nassau gesymboliseerd. Dat feit is door de sociaaldemocratische arbeiderspartij nu zonder reserve aanvaard.' Drie dagen later leverden de socialisten voor het eerst ministers aan een Nederlands kabinet.

### 1948–1980: Juliana-periode
Na de oorlog werd het koningshuis geplaagd door schandalen, vooral de Greet Hofmans-affaire, waarbij deze gebedsgenezeres erin slaagde koningin Juliana ernstig te manipuleren in de jaren 1948–1956. Hofmans verdeelde het hof in twee kampen voordat ze werd verwijderd nadat Juliana's echtgenoot, prins Bernhard, informatie lekte over de machtsstrijd aan het Duitse tijdschrift Der Spiegel. Maar omdat de PvdA (opvolger van de SDAP) en alle partijen ter rechterzijde de monarchie steeds de hand boven het hoofd hielden in tijden van nood, was zij over het algemeen relatief goed beschermd tegen bedreigingen.

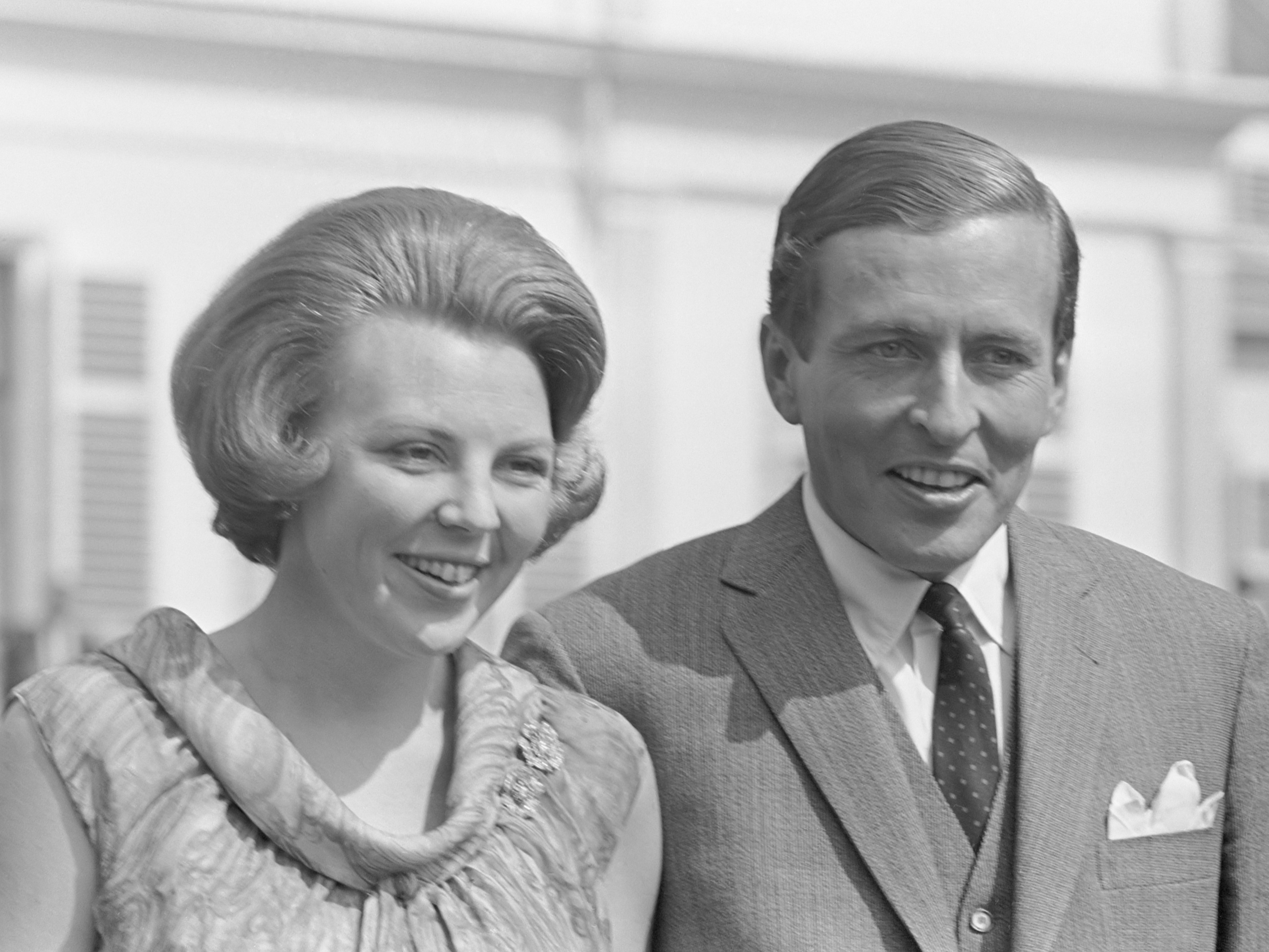
Foto genomen tijdens de bekendmaking van de verloving.

Een korte piek in republicanisme werd veroorzaakt door de verloving van kroonprinses Beatrix en de Duitse edelman Claus von Amsberg op 10 juni 1965. Hoewel hij lid was geweest van de Hitlerjugend en kort in de Wehrmacht had gediend, oordeelde een officiële onderzoekscommissie dat hij geen oorlogsmisdaden had gepleegd. De Staten-Generaal kenden hem het Nederlanderschap toe als Claus van Amsberg en gaven hun goedkeuring voor het huwelijk. Desondanks heerste er in de samenleving nog steeds groot misnoegen over de Duitse bezetting en onderdrukking tijdens de oorlog en een significant deel van de bevolking was tegen het huwelijk. Joodse organisaties vonden het een "belediging" dat Amsterdam, waarvandaan veel Joden tijdens de oorlog door de nazi's waren gedeporteerd, als locatie voor de trouwerij was uitgekozen, en het koppel stelde Baarn voor als alternatief, maar de regering drong aan op de hoofdstad. De trouwdag op 10 maart 1966 ging vergezeld van gewelddadige protesten, vooral door de anarchistische activistengroep Provo, die onder meer zulke slogans als "Claus, 'raus!" (Claus, oprotten!) riepen. De rijtoer naar en van de kerk in Amsterdam werd verstoord door relletjes met rookbommen en zevenklappers. Volgens enkele kranten waren er ongeveer duizend relschoppers. Een deel scandeerde "revolutie" en "Claus heraus". Dranghekken en vlaggenmasten werden omvergetrokken en fietsen en bromfietsen op straat gegooid. Na verloop van tijd werd Claus geaccepteerd door het publiek en uiteindelijk zelfs populair.

#### Opkomst republikeinse partijen
Tot 1965 waren er twee kleine linkse expliciet republikeinse partijen in Nederland, de PSP en de CPN, in de Tweede Kamer vertegenwoordigd. De verloving tussen Beatrix en Claus in juni 1965 werd door de PSP aangegrepen om haar republikeinse idealen sterker uit te dragen, maar de CPN veroordeelde de "principieel republikeinse" houding van de PSP fel in een open brief, omdat zij "het gevaar van het Duitse revanchisme" veel erger vond en "alles wat daar de aandacht van afleidt is verwerpelijk." De verloving inspireerde verder de oprichting van een aantal nieuwe partijen, waarvan de succesvolste Democraten 66 werd.
Op 22 december 1965 werd in Rotterdam de Republikeinse Partij Nederland opgericht door onder anderen Arend Dunnewind. Eind februari reageerde minister-president Jo Cals op een brief van de bezorgde Republikeinse Partij Nederland, hen verzekerend dat ambtenaren lid mogen worden van de partij zonder te worden ontslagen. Al in januari 1966 kwam het tot een scheuring en de twee splinters registreerden zich in oktober apart bij de Kiesraad, maar onderhandelden ook weer over verzoening. Uiteindelijk besloot men niet mee te doen aan de Tweede Kamerverkiezingen van 1967.

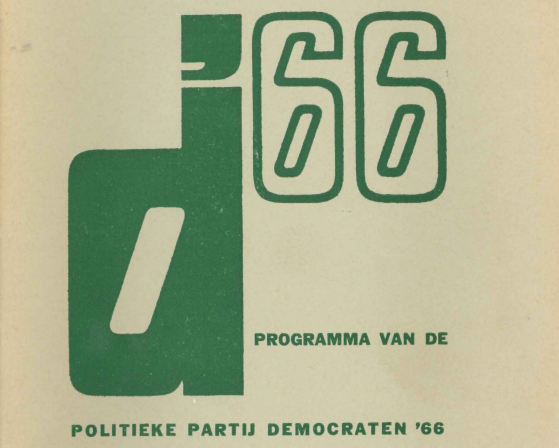
Politiek program D'66 (1966).

Het Amsterdamse VVD-raadslid Hans Gruijters wilde de koninklijke huwelijksreceptie niet bijwonen ("Ik heb wel wat beters te doen") en bekritiseerde later het politieoptreden tegen de demonstranten, waarop de koningsgezinde VVD-leiding hem tot de orde riep en hij uit onvrede de partij verliet. Samen met onder anderen Hans van Mierlo, Erik Visser en Peter Baehr besloot hij dat het tijd was voor politieke vernieuwing. In het politiek program van het op 14 oktober 1966 opgerichte D'66 werd gesproken van de noodzaak tot 'radicale democratisering', waarbij 'de kiezer rechtstreeks zijn regering kiest' en 'normen van democratische doelmatigheid de staatsvorm – monarchie of republiek – dienen te bepalen.' De partij lichtte echter toe dat 'de reden om van staatsvorm te veranderen niet aanwezig' was op dat moment, hoewel zij wel de rol van de koning bij de kabinetsformatie wilde beëindigen. D'66 won uit het niets 7 zetels tijdens de Tweede Kamerverkiezingen van 1967.
Binnen de PvdA ontstond de vernieuwingsbeweging Nieuw Links, die in september 1966 het manifest Tien over Rood publiceerde, waarbij punt 7 luidde: "Het is wenselijk dat Nederland een republiek wordt zodra de regering van koningin Juliana eindigt."
In oktober 1968 werd in Hoogeveen door Klaas Hilberink de oprichting van Republikeinse Democraten Nederland (RDN) bekendgemaakt, die kort daarop wilde fuseren met de Republikeinse Partij Nederland. Hilberink meldde in mei 1970 dat de RDN zou meedoen aan de Tweede Kamerverkiezingen van 1971, maar dit is niet gebeurd.

#### Lockheed-affaire

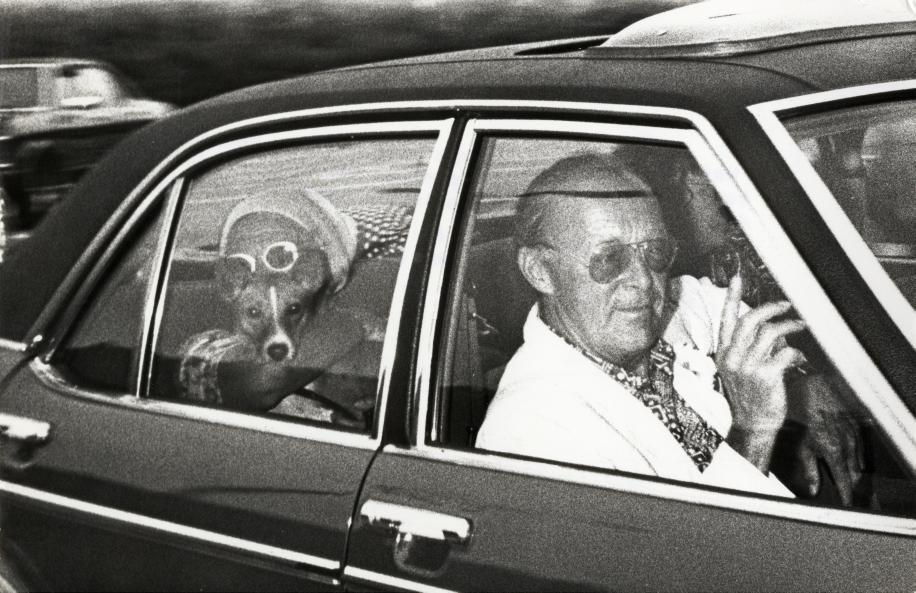
Prins Bernhard keert terug van vakantie in verband met de bekendmaking van premier Den Uyl.

In februari 1976 kwam een internationaal corruptieschandaal, bekend als de Lockheed-affaire, aan het licht tijdens openbare verhoren van een onderzoekscommissie van de Amerikaanse Senaat. Politieke en militaire topfiguren uit de Bondsrepubliek Duitsland, Italië, Nederland en Japan waren omgekocht door vliegtuigbouwer Lockheed Martin. Prins Bernhard, inspecteur-generaal van de krijgsmacht, bleek de Nederlandse betrokkene te zijn. Uit onderzoek van een Commissie van Drie bleek dat hij steekpenningen ter waarde van 1,1 miljoen gulden had aangenomen om er bij Defensie op aan te dringen dat ze Lockheed-vliegtuigen zou aanschaffen (de Lockheed P-3 Orion). Op 20 augustus kwam het kabinet-Den Uyl in crisisberaad bijeen, waarin de conclusies van de Commissie van Drie unaniem werden bevestigd en ernstig werd besproken welke maatregelen er moesten worden genomen en de consequenties die ze zouden hebben voor het koningschap van Juliana, die zou hebben gedreigd met aftreden indien haar man strafrechtelijk vervolgd zou worden. Een minderheid van de ministers, vooral Henk Vredeling (defensie, PvdA), vond dat men tot vervolging moest overgaan, Hans Gruijters (D66) vond dat men zelfs de monarchie moest laten vallen. Maar de meerderheid, inclusief de PvdA-ministers die naar buiten toe kritisch waren over de monarchie, meende dat het constitutionele bestel niet in gevaar mocht komen, de rust zo snel mogelijk terug diende te keren en vreesde dat men in geval van vervolging bij verkiezingen zou worden afgestraft door de nog steeds overwegend koningsgezinde bevolking. Omdat Bernhard volgens de regering met zijn handelwijze het staatsbelang had geschaad, werd hij bij Koninklijk Besluit van 9 september 1976 eervol ontheven van zijn voornaamste militaire functies en mocht hij zijn uniform niet meer dragen bij officiële aangelegenheden. Volgens Cees Fasseur was dit "het laatste grote schandaal dat de monarchie op haar grondvesten deed schudden." In oktober 1977 stemde een krappe meerderheid van het PvdA-congres ermee in om een gekozen staatshoofd op te nemen in haar beginselprogramma (Deel II, Artikel 4). De PvdA, die de verkiezingen van mei 1977 gewonnen had en op dat moment met 53 van de 150 zetels de grootste van Nederland was, streefde zodoende voortaan officieel naar afschaffing van de monarchie. De daaropvolgende kabinetsformatie verliep echter moeizaam en mislukte uiteindelijk. Als het tweede kabinet-Den Uyl er toch zou zijn gekomen, zou Juliana waarschijnlijk al in 1978 zijn afgetreden.

### Troonswisseling 1980

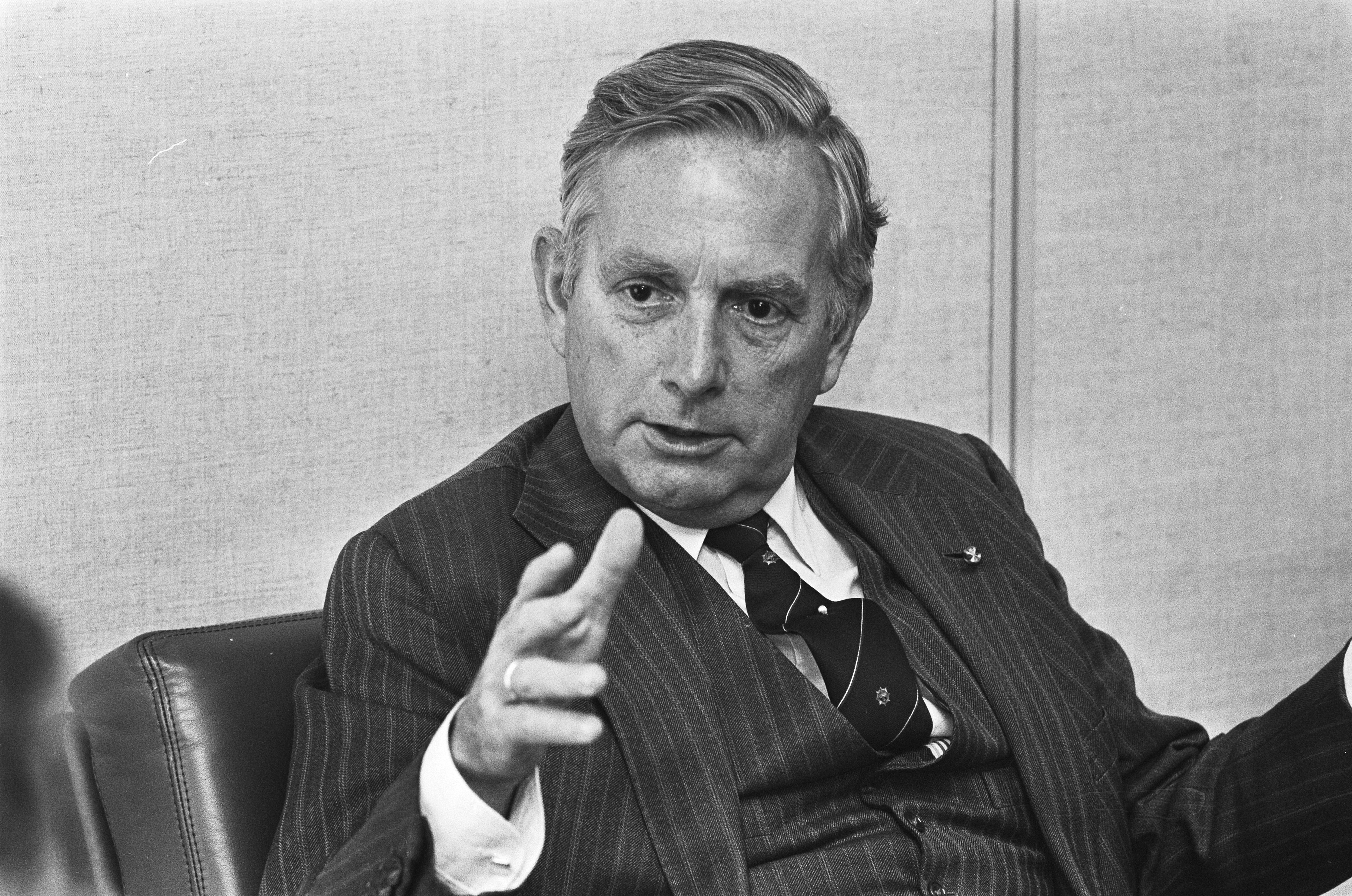
Korthals Altes: 'De verbondenheid van het Oranjehuis met Nederland is boven elke discussie verheven.'

Toen Juliana op 31 januari 1980 aankondigde te zullen aftreden, laaiden er in paarse politieke kringen weer discussies op over de staatsvorm, waarbij republikeinse leden uit vooral de jongerenafdelingen in conflict kwamen met de royalistische partijbesturen. Een motie van de Jonge Socialisten, die erop aandrong dat de PvdA haar in het beginselprogramma vastgelegde streven naar een republiek hard zou maken, werd door de partijraad afgewezen. Naar aanleiding van een uitspraak van een JOVD-commissie die stelde dat een gekozen staatshoofd wenselijk is, verklaarde het JOVD-hoofdbestuur dat de JOVD juist helemaal "geen behoefte heeft aan een andere staatsvorm gezien de uitnemende wijze waarop koningin Juliana haar werk heeft verricht." VVD-voorzitter Frits Korthals Altes zei de uitspraak van de JOVD-commissie te betreuren en verklaarde dat monarchisme geen kwestie van politieke kleur is, maar van 'Nederlander-zijn' (implicerend dat republikeinen geen Nederlanders zijn) en stelde bovendien: "De verbondenheid van het Oranjehuis met Nederland is boven elke discussie verheven". In reactie op geluiden van D'66-leden die opriepen tot discussie over de meest gewenste staatsvorm, zei D'66-fractieleider Jan Terlouw discussie op zich goed te vinden, maar zich af te vragen "of het streven naar het theoretisch beste ook het meest gewenste" is, concluderend dat zolang alles goed werkt er geen reden tot verandering is. Het D'66-hoofdbestuur nam afstand van de anti-monarchistische uitspraken.

Volgens een enquête van Algemeen Dagblad in februari 1980 had slechts 67% van de Nederlanders 'veel vertrouwen' in Beatrix als nieuwe koningin (hoger bij CDA- en VVD-aanhangers, lager bij D'66- en vooral PvdA-stemmers), maar bleef 89% voorstander van de monarchie, had 6% geen voorkeur en was slechts 5% overtuigd republikein (CDA en VVD: 3%; PvdA: 11%; D'66: 2%). Volgens het NIPO was 12% voor een republiek en 88% voor de monarchie. Ex-provo Roel van Duyn zei harde acties tegen de monarchie te verwachten tijdens de inhuldiging, nog feller dan in 1966 toen hij ze zelf aanvoerde.

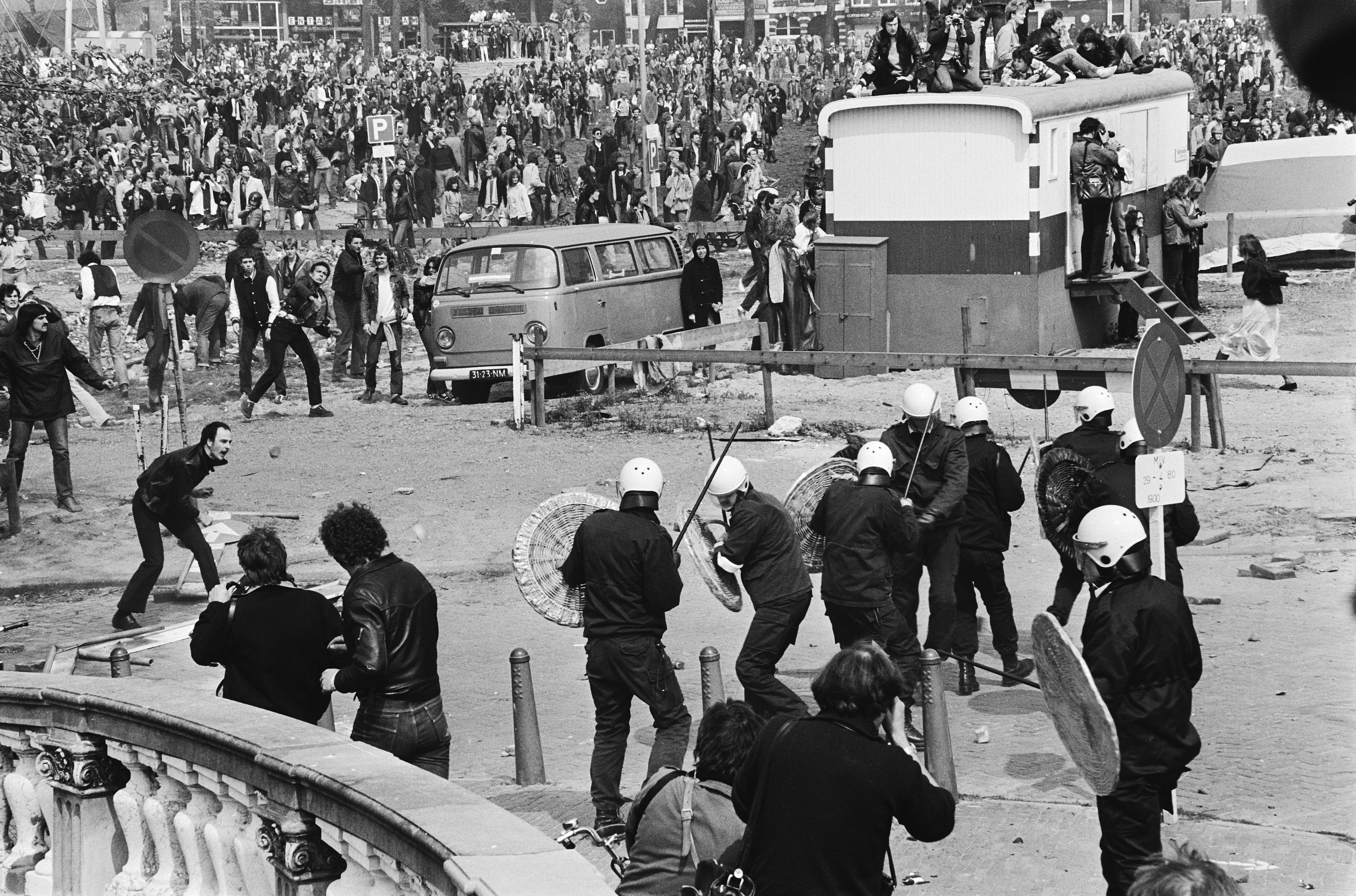
De "Slag om de Blauwbrug" tijdens de Kroningsrellen.

Op 30 april 1980 abdiceerde Juliana ten gunste van haar dochter Beatrix in Amsterdam. Die dag besloten krakers massaal te demonstreren, omdat zij meenden dat er aan hun eisen voor betere aanpak van de woningnood niet werd voldaan door de overheid, die evenwel miljoenen spendeerde aan het renoveren van koninklijke paleizen (Paleis op de Dam en Paleis Noordeinde). Onder de leus 'Geen woning, geen kroning!' gingen krakers, autonomen en andere al dan niet republikeinse en radicale jongeren de straat op met verschillende doelen: een deel protesteerde tegen de woningnood en was van plan om verscheidene huizen te kraken, anderen waren van plan om de inhuldigingsceremonie te verstoren om hun eisen kracht bij te zetten. De hele dag, die bedoeld was als een landelijke viering van de monarchie, woedden in delen van Amsterdam de zogenaamde "Kroningsrellen". Honderden relschoppers en politieagenten raakten gewond, de materiële schade liep in de miljoenen guldens. De inhuldiging en balkonscène werden echter niet verhinderd, en hoewel het de krakersbeweging inspireerde tot radicalisering, leidden de gebeurtenissen niet tot het ontstaan van een breedgedragen, specifiek republikeinse beweging. De rellen waren, net als de meeste eerdere en latere protesten tegen de monarchie, onderdeel van een algemene anti-establishmenthouding die begon in de jaren 60.

### Jaren 1990: oprichting republikeinse genootschappen

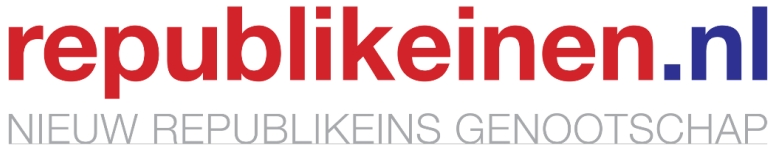
Logo van het Nieuw Republikeins Genootschap.

Op 11 september 1996 werd het Republikeins Genootschap (RG) opgericht in het Prinsenhof te Delft. Deze groep wilde dat Nederland een republiek wordt, maar ondernam hiervoor geen acties om dit te bereiken; in plaats daarvan verwachtte zij dat dit vanzelf zal gebeuren als het onderwerp maar vaak genoeg besproken wordt in de samenleving. In tegenstelling tot de algemene anti-establishmentgroepen kwamen haar leden uit de gevestigde kringen van de wetenschap, het zakenleven en de journalistiek (later ook de politiek en het onderwijs), met de afschaffing van de monarchie als haar specifieke en enige doel. Aanvankelijk besloot het RG in het geheim te opereren, maar in februari 1997 werden de notulen van de oprichtingsvergadering gelekt naar de Volkskrant, hetgeen een grote nationale mediastorm veroorzaakte. Hoewel de overweldigende meerderheid van de eerste reacties negatief was, slaagde de voortijdige onthulling van het loutere bestaan van het Republikeins Genootschap erin om het taboe van het in vraag stellen van de monarchie te doorbreken door een landelijke discussie te doen ontbranden over de Nederlandse regeringsvorm. Echter, door haar exclusiviteit en gebrek aan activiteiten, besloten enkele republikeinen begin 1998 tot de oprichting van het Nieuw Republikeins Genootschap (NRG). In tegenstelling tot het RG organiseerde deze beweging ook acties tegen het koningshuis. Beide bewegingen waren relatief marginaal in de Nederlandse samenleving: het RG had wel veel prominente leden, maar geen grote aanhang; het NRG had in april 2013 zo'n 2000 leden. Daarom werd besloten de krachten te bundelen. Op 19 februari 2017 kondigde het NRG aan te gaan fuseren met het RG. Op de algemene ledenvergadering van het NRG van 13 mei 2017 werd de fusie door de leden goedgekeurd. De vereniging is verder gegaan onder de naam Republikeins Genootschap. In 2021 nam het RG de naam Republiek aan en werd een eigentijdse marketingstrategie ingezet.

### 1999–2013: afschaffen vs. moderniseren

#### Huwelijk Willem-Alexander–Máxima
Toen in 1999 bekend werd dat kroonprins Willem-Alexander een relatie had met Máxima Zorreguieta, kwam het koningshuis onder vuur, vooral omdat Máxima's vader Jorge Zorreguieta staatssecretaris was geweest in de Argentijnse militaire dictatuur van Jorge Videla tijdens de Vuile Oorlog (1976–1981). Nog voordat er officieel sprake was van een huwelijk, lieten D66 en vooral GroenLinks en de SP zich kritisch uit en eisten dat Máxima openlijk afstand zou nemen van het Argentijnse regime om met Willem-Alexander te mogen trouwen. In 1997 had Willem-Alexander in een interview gezegd dat als het parlement niet zou instemmen met zijn partnerkeuze, hij van het koningschap zou afzien. Uit onderzoek bleek dat de interesse voor Máxima beperkt was en men meende dat er te veel media-aandacht aan werd besteed; aanvankelijk was de ene helft van de Nederlanders voor en andere de helft tegen een eventueel huwelijk. Socioloog Pim Fortuyn schreef dat de kwestie aantoonde 'dat het koningshuis een instituut is uit een voorbije tijd'. In januari 2000 ontkende het koningshuis nog officieel dat er een huwelijk werd voorbereid.

#### 2000: parlementaire debatten
Tijdens het PvdA-kennisfestival in Nijmegen op 19 februari 2000 werd besloten tot de oprichting van een werkgroep democratisering, met als belangrijkste punt de invoering van een gekozen staatshoofd, waar vrijwel alle aanwezigen voorstander van waren. Begin maart 2000 riep parlementslid Femke Halsema (GroenLinks) op tot discussie over het afschaffen van de monarchie omdat volgens haar daarvoor 'de tijd rijp is', en pleitte voor een parlementaire republiek naar Duits model. Hoewel een gekozen staatshoofd in het GroenLinks-verkiezingsprogramma stond, zei fractieleider Paul Rosenmöller het 'geen halszaak' te vinden. Thom de Graaf (D66), die meende dat er onvoldoende draagvlak was voor een republiek, pleitte in april 2000 als alternatief voor een modern koningschap, waarbij de koning 'op afstand staat, maar wel gezag heeft', vergelijkbaar met de Duitse bondspresident. Wat hem betreft was het 'niet meer van deze tijd' dat de koning lid van de regering, voorzitter van de Raad van State, initiatiefnemer van de formatie en ondertekenaar van wetten bleef, maar De Graaf was ook tegen een louter ceremonieel Zweeds model. GroenLinks, inclusief zowel Halsema als Rosenmöller, schaarde zich achter De Graaf. De PvdA, die op dat moment in haar beginselprogramma had staan dat het koningshuis moest worden vervangen door een gekozen staatshoofd, reageerde verdeeld: premier Wim Kok stond open voor discussie, maar zei niet van plan te zijn om 'ook maar iets te wijzigen in de staatsrechtelijke positie van het staatshoofd', net als Roel de Wit en Peter Rehwinkel; andere PvdA'ers zoals Erik Jurgens waren gewonnen voor modernisering, nog anderen gingen verder en bepleitten een republiek, zoals Willem Witteveen, Paul Kalma en Maarten Hajer. Uit een enquête van TNS NIPO bleek dat 27% van de bevolking het eens was met De Graafs pleidooi voor modernisering, terwijl 67% het koningschap niet wilde wijzigen en 6% een invloedrijker koningschap wilde. In totaal was 90% voorstander van behoud van de monarchie, hoewel 44% het eens was met Halsema dat erfopvolging 'uit de tijd' was; echter, nog eens 44% vond erfopvolging juist geen probleem. Op 9 mei verzocht De Graaf de regering om een notitie over modernisering van het koningschap, waarbij D66 werd gesteund door de PvdA, de SP en GroenLinks (75 zetels). De VVD, het CDA, CU en SGP (samen ook 75 zetels) voelden echter niet voor een notitie (al zouden ze een discussie over het onderwerp niet tegenhouden) en premier Kok zei enkel zijn oordeel over modernisering van de monarchie te willen bespreken in zijn toelichting op de begroting voor Algemene Zaken tijdens Prinsjesdag. Op Prinsjesdag 2000 deed Kok geen voorstellen tot wijziging van het koningschap, alleen dat na verkiezingen de Tweede Kamer zelf een adviserend debat zou kunnen voeren over wie er informateur zou moeten worden, maar de uiteindelijke keuze bleef een koninklijk voorrecht. D66 reageerde teleurgesteld. In november 2000 schaarde een krappe meerderheid van het D66-congres zich nog steeds achter De Graafs voorstel, terwijl meer dan een derde van de leden voor een republiek had gestemd.

#### Discussies over de invoering van een ceremoniëler koningschap

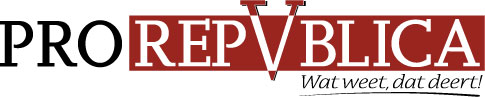
Logo ProRepublica.

In de jaren 2000 had het koningshuis weinig van de republikeinen te vrezen, die zich doorgaans beperkten tot ludieke acties of het schrijven van opiniestukken. Er kwamen enkele republikeinse initiatieven bij, waaronder ProRepublica, het Nieuw Republikeins Gezelschap, de Republikeinse Socialisten en het Republikeins Platform. Het is onduidelijk of deze nog actief zijn. De Republikeinse Volkspartij (1994–2003) deed in 2002 mee aan de verkiezingen, maar won geen zetels. In september 2000 werd de Republikeinse Moderne Partij opgericht (sinds 6 juli 2016 opererend onder de naam De Republikeinen), maar wegens een gebrek aan ondersteuningsverklaringen heeft deze nog niet aan verkiezingen mee kunnen doen.
De steun voor de monarchie zweefde rond de 80%, tenzij leden van de koninklijke familie handelingen verrichten die kritiek opleverden. Voorbeelden hiervan zijn toen Beatrix in 2000 op wintersport ging in Oostenrijk dat vanwege de regeringsdeelname van Jörg Haiders FPÖ door Europa werd geboycot, of toen Willem-Alexander en Máxima in 2007 een villa in Mozambique lieten bouwen, waarvan ze onder grote kritiek hebben afgezien. Geert Wilders, de leider van de nieuwe rechtse Partij voor de Vrijheid (PVV) viel in 2007 over de kersttoespraak van koningin Beatrix, die volgens hem partijdig was en vol zat met nauwelijks verholen kritiek richting de PVV. Sindsdien heeft hij ervoor gepleit om de koning(in) alle politieke bevoegdheden te ontnemen, maar ook voor behoud van een puur ceremonieel koningschap, al vermoeden sommigen dat de PVV/Wilders eigenlijk republikeins is. Volgens onderzoek van Maurice de Hond uit 2014 was het percentage overtuigde republikeinen onder PVV-aanhangers (29%) twee keer zo hoog als bij de gemiddelde Nederlander (15%), maar nog steeds een minderheid.
In juli 2007 kreeg een dakloze man uit Amsterdam een boete van 400 euro wegens majesteitsschennis. De veroordeling leidde tot kritiek van diverse deskundigen. Senator Peter Rehwinkel pleitte voor afschaffing van het wetsartikel, maar kreeg daar weinig steun voor.
De kosten van het Koninklijk Huis werden ook bekritiseerd en de parlementaire oppositie slaagde erin die inzichtelijker te krijgen en enigszins in te perken. Een toenemend percentage van de bevolking gaf aan een louter ceremonieel koningschap te willen, en in de Tweede Kamer ijverden verscheidene fracties voor het inperken van formele en informele bevoegdheden van de vorst en om de subsidies aan het koningshuis te verminderen. De belangrijkste stap in die richting werd gezet tijdens de kabinetsformatie van 2012, toen de Kamer zelf het initiatief nam tot het aanstellen van een verkenner en later twee informateurs, waarmee het traditionele privilege van de monarch om de kabinetsformatie te leiden ten einde kwam. Ook werd de beëdiging, ondanks verzet van koningin Beatrix, voor het eerst in het openbaar gehouden ter wille van de transparantie.

#### 'Het is 2013'-beweging

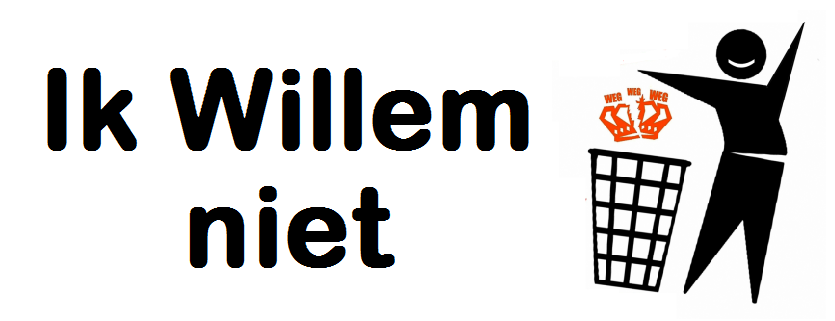
Republikeinse leus tegen de inhuldiging van Willem-Alexander, een samentrekking van 'Ik wil hem niet' en 'Ik wil Willem niet'.

In de aanloop naar de troonswisseling van 2013 kwam de Utrechtse studente Joanna spontaan in het nieuws toen zij in aanwezigheid van toenmalig koningin Beatrix protesteerde met een kartonnen bord met de tekst 'Weg met de monarchie. Het is 2013' en door politieagenten werd verwijderd. Het voorval inspireerde de oprichting van de antimonarchistische actiegroep "Het is 2013" die in samenwerking met het NRG op de inhuldigingsdag 30 april middels ludieke acties wilde oproepen tot een referendum over afschaffing van de monarchie. De politie gaf later hun fout toe en de bijna-koning Willem-Alexander merkte op dat op inhuldigingsdag "natuurlijk ook mogelijkheden voor tegengeluid zijn. Dat moet ook. Is helemaal niks mis [mee]." Hij zei verder dat de agent die Joanna verwijderd had, waarschijnlijk een foutje had gemaakt, maar iedereen mag fouten maken en leert daarvan. Van de zes door de gemeente Amsterdam aangeboden protestplekken werd er één door republikeinen gebruikt, op het Waterlooplein. Joanna en Hans Maessen van het NRG, die individueel tegen de monarchie demonstreerden, werden op de Dam aangehouden. De arrestaties waren onterecht, zo liet de politie later op de dag weten. Joanna meende dat ze "monddood" was gemaakt. Sinds de troonswisseling hebben zij en de actiegroep weinig meer van zich laten horen.

### Recente ontwikkelingen

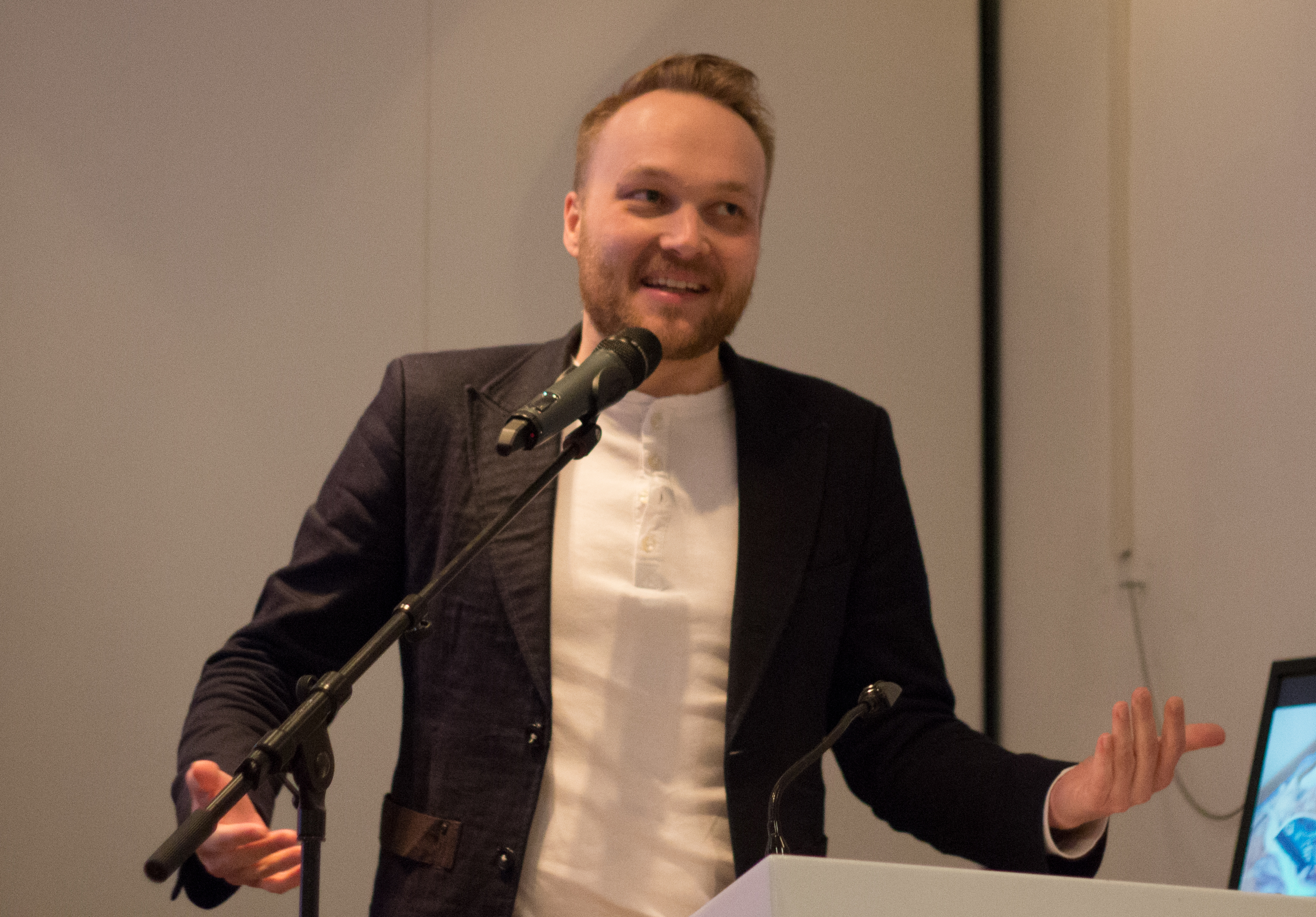
Komiek Arjen Lubach spotte met de monarchie door zichzelf uit te roepen tot "Farao der Nederlanden".

Op 22 maart 2015 lanceerde cabaretier Arjen Lubach tijdens zijn satirische show Zondag met Lubach een burgerinitiatief om zichzelf te laten erkennen als Farao der Nederlanden. Het initiatief, dat bedoeld was als statement tegen de monarchie (200 jaar na de inhuldiging van Willem I), behaalde binnen 24 uur de benodigde 40.000 handtekeningen (geholpen door Lubachs verschijnen in De Wereld Draait Door op 23 maart). Hoewel het onwaarschijnlijk is dat het initiatief op de agenda van de Tweede Kamer komt, slaagde Lubach erin wel in om een nieuwe nationaal debat aan te wakkeren over de status van de monarchie als regeringsvorm.
Op 6 mei 2015 besloot het Openbaar Ministerie (OM) om activist Abulkasim Al-Jaberi te vervolgen; hij was in november 2014 gearresteerd omdat hij in het openbaar had gezegd: "Weg met de monarchie. Fuck de koning. Fuck de koningin. Fuck het koningshuis.", hetgeen volgens het OM majesteitsschennis was. Het besluit ontketende een streisandeffect: er ontstond spontaan protest op social media waarbij mensen massaal #fuckdekoning tweetten, wat door de meeste nieuwsmedia werd verslagen. Die nacht werd het Paleis op de Dam beklad met de tekst in graffiti. De zaak-Al-Jaberi zorgde er ook voor dat majesteitsschennis weer op de politieke agenda kwam te staan. Op 20 mei zei Willem-Alexander tegen Amerikaanse journalisten dat hij afschaffing van het verbod zou steunen ongeacht zijn eigen mening, omdat "zijn tong eraf zou vallen als hij zich over de kwestie zou uitspreken omdat hij niet bevoegd is om politieke kwesties te bespreken." Een jaar later diende D66-Kamerlid Kees Verhoeven een initiatiefwetsvoorstel in om het verbod op majesteitsschennis te schrappen. Hoewel een meerderheid voor was, werd het na de verkiezingen van 2017 controversieel verklaard. Begin 2018 werd het initiatiefvoorstel van Verhoeven opnieuw besproken. Op 10 april stemde de Tweede Kamer voor afschaffing van de strafbepaling.
In 2020 werd de Partij voor de Republiek opgericht. De partij deed mee aan de Tweede Kamerverkiezingen in twee kieskringen (Friesland en Amsterdam) op 17 maart 2021. Ze haalde 255 stemmen.

## Argumenten
In het maatschappelijk debat over de monarchie worden onder meer de volgende argumenten gehanteerd.

### Voor de monarchie

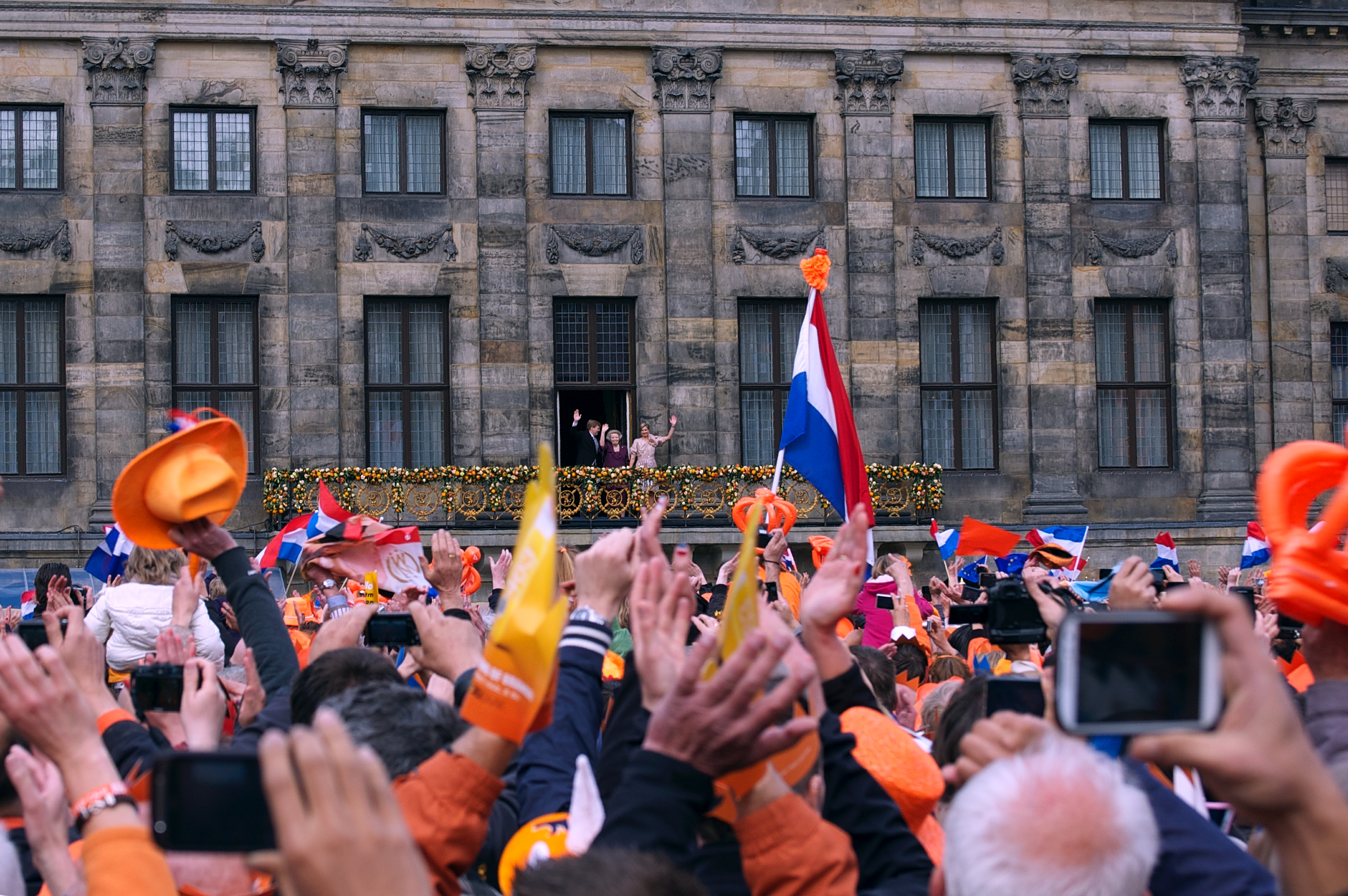
Menigte juicht de koninklijke familie toe tijdens de troonswisseling in 2013.

- Historische band met Nederland: Sinds Willem van Oranje is de familie van Oranje-Nasau verbonden met Nederland. De rol van de Vader des Vaderlands heeft er voor gezorgd dat Nederland een zelfstandige natie werd.[151][152][153]
- Stabiele en continue factor: Een Koning gaat langer mee dan de gemiddelde politicus en vormt tussen de wisselende ministers de continue factor in de regering. Een gekozen president blijft maar voor een aantal jaar aan.[154]
- Eenheid: De monarchie is een duidelijk nationaal symbool dat de identiteit en eenheid tot uitdrukking brengt. [155]
- Onpartijdige houding: De Koning staat boven de partijen en doet niet mee aan de partijpolitiek. Als onschendbare deel binnen de regering, waarin hij zich ongebonden en volledig kan inzetten voor de publieke zaak, vormt hij een goed klankbord voor de rest van de regering.[156][157]
- Gecontroleerde macht: De positie van de Koning staat beschreven in de Grondwet. Sinds 1848 is de ministeriële verantwoordelijkheid ingevoerd, hierbij zijn voortaan de ministers verantwoordelijk. De Koning heeft het recht geïnformeerd te worden, aan te moedigen en te waarschuwen. Beslissingen worden genomen in de ministerraad. Conform de eed die de Koning aflegt draagt hij geen politieke verantwoordelijkheid maar wel een eigen verantwoordelijkheid om de grondwet te onderhouden en handhaven, het grondgebied te verdedigen en de vrijheid en rechten van alle ingezetenen te beschermen. [158]
- Maatschappelijke meerwaarde: Het koningshuis zet zich in voor de bevolking en heeft daarbij een samenbindende, vertegenwoordigende en aanmoedigende rol. In hun hoedanigheid kunnen ze soms net iets meer ruchtbaarheid geven aan problematieken in een bepaalde sector. [159]
- Meerderheidssteun: Een groot deel van de bevolking en politieke partijen steunt de monarchie. De monarchie is democratisch genoeg dat het door het parlement af te schaffen is. [153][160]
- Gratie Gods: Volgens sommige christenen regeert de Koning volgens het Goddelijk recht. [161]
- Uitstraling: Het koningshuis met haar tradities en ceremonies zorgt voor franje in een vrij sober en calvinistisch land als Nederland. [162][163][164]
- Economische waarde: Een monarchie kost net als een republiek geld, maar het levert het land ook veel geld op, bijvoorbeeld door de handelsmissies die met de Koning op staatsbezoek gaan. [165]

### Voor een republiek

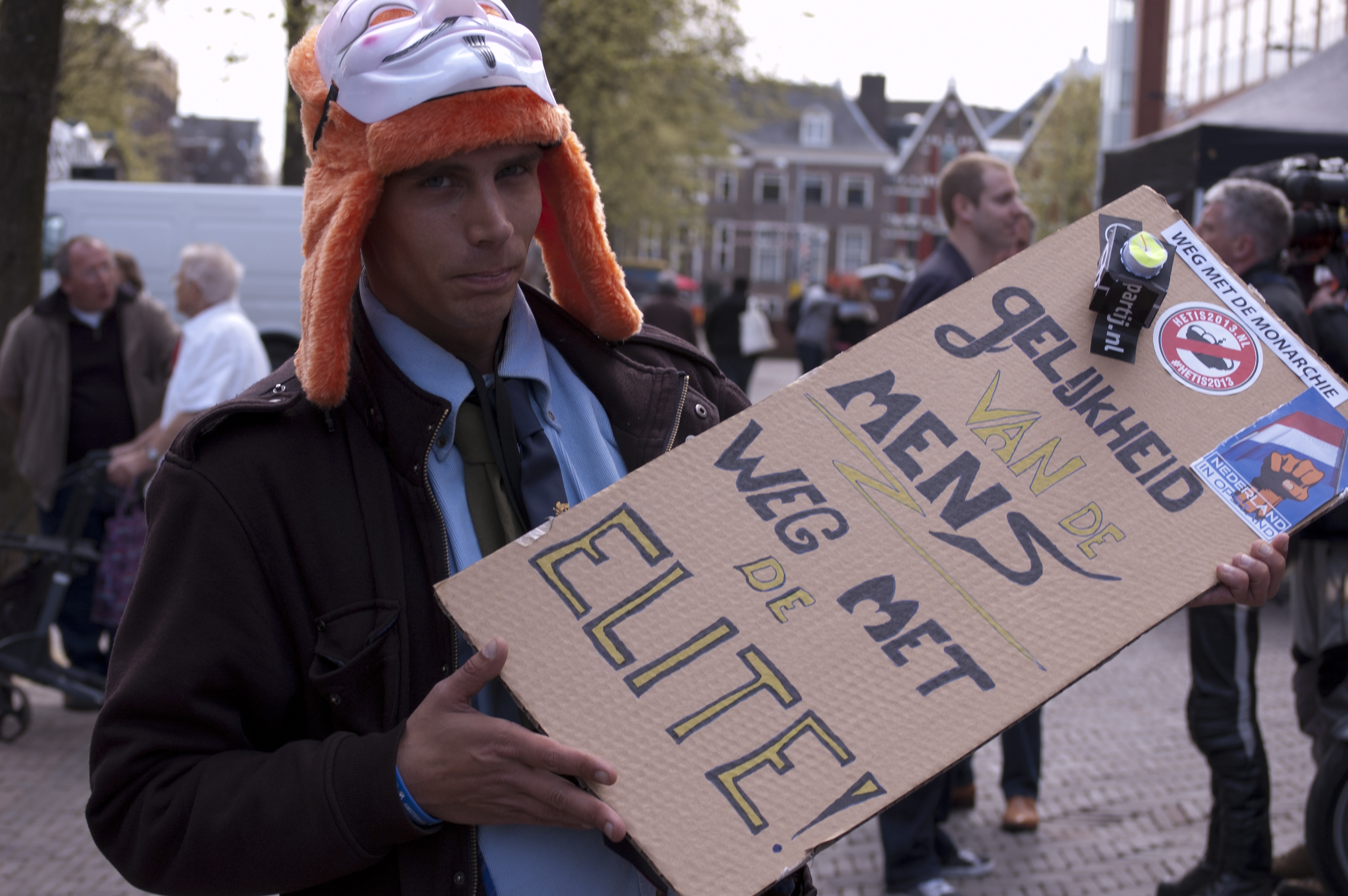
Republikein demonstreert tegen de monarchie op 30 april 2013.

- Gelijkheid en anti-traditie: Erfopvolging schendt het gelijkheidsbeginsel voor alle Nederlandse burgers (zoals bepaald in Artikel 1 en 3 van de Grondwet);[151] een beroep op traditie is geen excuus.[152][153]
  - Geen (rechtstreekse) afstamming: De huidige koninklijke familie stamt sowieso niet (via de mannelijke lijn) af van Willem van Oranje, dus heeft haar heerschappij geen legitimiteit.[151] Overigens stamt de koninklijke wel degelijk af van Willem van Oranje. Immers, stadhouder Johan Willem Friso, overgrootvader van koning Willem I, was via twee lijnen een achterkleinzoon van prins Frederik Hendrik, zoon van Willem van Oranje.
  - Niet typisch Nederlands: de monarchie is veel jonger dan men vaak denkt (1813); Nederland ontstond als republiek. Bovendien zijn de Oranjes inmiddels met zo veel buitenlanders getrouwd dat er weinig 'Nederlands' meer aan is.[151][153]
- Legitimiteit van de Republiek: Nederland werd opgericht als republiek en had dat moeten blijven;[153] Willem I heeft onrechtmatig de koningstitel aangenomen in 1815,[151] vooral als men overweegt dat hij zijn rechten op Nederland in 1801 al had afgestaan in ruil voor 5 miljoen gulden en het Vorstendom Nassau-Oranje-Fulda (zie Brieven van Oranienstein).[27]
- Gebrek aan democratische legitimiteit: De schijnbare populariteit van de monarchie is tot dusver alleen nog maar door opiniepeilingen gemeten, nog nooit in een formeel referendum.[153][160] Bovendien is er niets dat een afgezette koning(in) tegenhoudt om zich verkiesbaar te stellen als president of premier, zoals Simeon van Saksen-Coburg en Gotha in 2001 met succes deed in Bulgarije.[166]
- Geen bewijs voor goddelijk recht: Zelfs als de christelijke God zou bestaan, is er geen bewijs dat de Oranje-Nassaus een goddelijk recht hebben gekregen, en zelfs als ze dat wel hadden, zou God op een dag ook zijn genade weer kunnen intrekken (zoals hij deed met verschillende oudtestamentische koningen, of bij Filips II van Spanje volgens het Plakkaat van Verlatinghe uit 1581 waarop de Nederlandse onafhankelijkheid is gebaseerd). Gezien de secularisering van de Nederlandse bevolking in de afgelopen eeuwen wordt dit argument ook door steeds minder mensen serieus genomen.[161][167][168]
- Tegen bijgeloof en elitisme: Het idee dat er een sprookje (vaak spottend "poppenkast" genoemd) nodig is om het 'gewone volk' zoet te houden, geeft blijk van een arrogante elitaire minachting jegens de 'domme massa' die het kennelijk niet verdient om zich te emanciperen uit mythes.[162]
- Royals for President: sommige republikeinen stellen dat ze niets persoonlijks tegen individuele leden van het koningshuis hebben,[169] maar gewoon tegen de monarchie zijn op grond van de democratische principes dat alle politici verkozen moeten worden, verantwoordelijk kunnen worden gehouden voor hun daden, electoraal afstrafbaar en indien nodig afzetbaar zijn.[166] Ze zouden het accepteren en hen mogelijk zelfs moreel steunen en op hen stemmen als royals zich presidentskandidaat zouden stellen zodra de monarchie is afgeschaft;[170] slogans zoals "Beatrix for President"[171] gaan minstens zo ver terug als de Kroningsrellen van 1980.[172]
- Als Nederland vandaag zou worden gesticht, werd het een republiek: sommige republikeinen hebben beweerd,[173] en sommige monarchisten hebben erkend,[174][noot 2] dat het tegenwoordig logisch of gepast zou zijn om een republikeinse staatsvorm te kiezen als men een nieuwe staat zou stichten[176] of als de huidige koninklijke familie, Oranje-Nassau, zou besluiten 'ermee op te houden'.[177]

## Opiniepeilingen

### EenVandaag
Het EenVandaag Opiniepanel peilt jaarlijks de steun voor de monarchie en republiek in Nederland.
| Moet Nederland een monarchie blijven of een republiek worden? | Moet Nederland een monarchie blijven of een republiek worden? | Moet Nederland een monarchie blijven of een republiek worden? | Moet Nederland een monarchie blijven of een republiek worden? | Moet Nederland een monarchie blijven of een republiek worden? | Moet Nederland een monarchie blijven of een republiek worden? | Moet Nederland een monarchie blijven of een republiek worden? | Moet Nederland een monarchie blijven of een republiek worden? | Moet Nederland een monarchie blijven of een republiek worden? | Moet Nederland een monarchie blijven of een republiek worden? | Moet Nederland een monarchie blijven of een republiek worden? | Moet Nederland een monarchie blijven of een republiek worden? | Moet Nederland een monarchie blijven of een republiek worden? | Moet Nederland een monarchie blijven of een republiek worden? | Moet Nederland een monarchie blijven of een republiek worden? |      |      |      |
| % respons                                                     | 2008                                                          | 2009                                                          | 2010                                                          | 2011                                                          | 2012                                                          | 2013                                                          | 2014                                                          | 2015                                                          | 2016                                                          | 2017                                                          | 2018                                                          | 2019                                                          | 2020                                                          | 2021                                                          | 2022 | 2023 | 2024 |
| ------------------------------------------------------------- | ------------------------------------------------------------- | ------------------------------------------------------------- | ------------------------------------------------------------- | ------------------------------------------------------------- | ------------------------------------------------------------- | ------------------------------------------------------------- | ------------------------------------------------------------- | ------------------------------------------------------------- | ------------------------------------------------------------- | ------------------------------------------------------------- | ------------------------------------------------------------- | ------------------------------------------------------------- | ------------------------------------------------------------- | ------------------------------------------------------------- | ---- | ---- | ---- |
| Monarchie                                                     | 72                                                            | 71                                                            | 63                                                            | 70                                                            | 74                                                            | 70                                                            | 71                                                            | 70                                                            | 69                                                            | 70                                                            | 70                                                            | 67                                                            | 67                                                            | 58                                                            | 56   | 54   | 52   |
| Republiek                                                     | 20                                                            | 20                                                            | 27                                                            | 24                                                            | 20                                                            | 21                                                            | 20                                                            | 23                                                            | 21                                                            | 23                                                            | 22                                                            | 23                                                            | 24                                                            | 32                                                            | 36   | 37   | 37   |
| Weet niet / geen mening                                       | 8                                                             | 9                                                             | 10                                                            | 6                                                             | 6                                                             | 9                                                             | 9                                                             | 7                                                             | 10                                                            | 7                                                             | 8                                                             | 10                                                            | 9                                                             | 10                                                            | 8    | 9    | 11   |

Ipsos

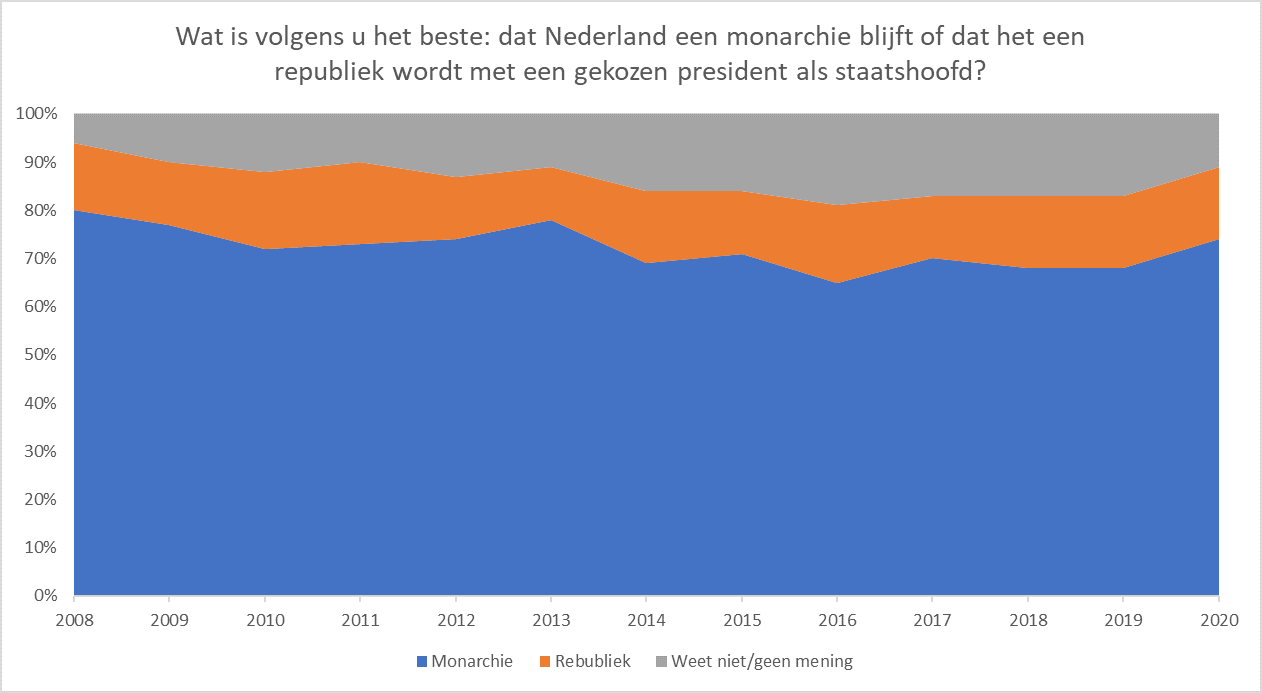
Grafiek van data van Koningsdag enquête 2019. Tekst van de enquêtevraag: Nederland is een koninkrijk met een koning als staatshoofd. Wat is volgens u het beste: dat Nederland een monarchie blijft of dat het een republiek wordt met een gekozen president als staatshoofd?

Sinds 2011 heeft Ipsos (dat Synovate dat jaar overnam) jaarlijks, en soms vaker, enquêtes gehouden in opdracht van de NOS.
| % respons               | 2008 | 2009 | 2010 | 2011 | 2012 | 2013 | 2014 | 2015 | 2016 | 2017 | 2018 | 2019 | 2020 | 2021 | 2022 | 2023 | 2023 |
| ----------------------- | ---- | ---- | ---- | ---- | ---- | ---- | ---- | ---- | ---- | ---- | ---- | ---- | ---- | ---- | ---- | ---- | ---- |
| Monarchie               | 80   | 77   | 72   | 73   | 74   | 78   | 69   | 71   | 65   | 70   | 68   | 68   | 74   | 58   | 51   | 55   | 50   |
| Republiek               | 14   | 13   | 16   | 17   | 13   | 11   | 15   | 13   | 16   | 13   | 15   | 15   | 15   | 23   | 26   | 24   | 26   |
| Weet niet / geen mening | 6    | 10   | 12   | 10   | 13   | 11   | 16   | 16   | 19   | 17   | 17   | 17   | 11   | 19   | 23   | 21   | 24   |

Ipsos peilt tijdens deze enquête ook de steun voor erfopvolging - het systeem waarop de monarchie is gebaseerd.
| % respons                                         | 2019 | 2020 | 2021 | 2022 | 2023 |
| ------------------------------------------------- | ---- | ---- | ---- | ---- | ---- |
| Het is goed dat deze traditie blijft voortbestaan | 62   | 63   | 55   | 51   | 43   |
| Het is niet meer van deze tijd                    | 25   | 25   | 33   | 35   | 42   |
| Weet niet / geen mening                           | 13   | 12   | 12   | 13   | 15   |

Ook heeft Ipsos gevraagd naar de voorkeur voor het soort republiek als de monarchie in Nederland afgeschaft zou worden.
| % respons                                                                              | 2022 |
| -------------------------------------------------------------------------------------- | ---- |
| Een president met politieke macht (voorbeeld: Frankrijk, Verenigde Staten)             | 17   |
| Een president met een voornamelijk ceremoniële functie (voorbeeld: Duitsland, Finland) | 31   |
| Een republiek zonder president als staatshoofd (voorbeeld: Zwitserland)                | 20   |
| Weet niet / geen mening                                                                | 32   |

Volgens onderzoeksbureau TNS NIPO had de Nederlandse monarchie vanaf 1964 ongeveer 90% steun onder de Nederlandse bevolking, met een kleine piek midden jaren 90. Tussen 1996 en maart 2003 groeide de roep om een republiek met 14% (5% > 19%), maar de populariteit van de monarchie stabiliseerde na 2003 tot 85% (2013). Volgens een onderzoek van TNS NIPO in opdracht van de EO-programma's Blauw Bloed en Dit is de Dag, was het in april 2014 licht toegenomen tot 89%.
| % respons | 1964 | 1969 | 1976 | 1980 | 1995 | 1996 | 1999 | 2000 | mrt '03 | 2004 | 2005 | apr '07 | nov '07 | apr '08 | apr '09 | apr '11 | apr '13 | apr '14 |
| --------- | ---- | ---- | ---- | ---- | ---- | ---- | ---- | ---- | ------- | ---- | ---- | ------- | ------- | ------- | ------- | ------- | ------- | ------- |
| Monarchie | 91   | 89   | 93   | 88   | 93   | 95   | 91   | 90   | 81      | 86   | 86   | 87      | 87      | 85      | 87      | 87      | 85      | 89      |
| Republiek | 9    | 11   | 7    | 12   | 7    | 5    | 9    | 10   | 19      | 14   | 14   | 13      | 13      | 15      | 13      | 13      | 15      | 11      |

Opiniepeiler Maurice de Hond onderzocht in 2005, 2007 en sinds 2009 jaarlijks vlak voor Koningsdag de houding van mensen ten aanzien van de monarchie en een mogelijke toekomstige republiek. Zijn resultaten, inclusief de mogelijkheid 'Weet niet / geen antwoord', tonen een relatief stabiele, maar structureel lagere voorkeur voor monarchie dan TNS NIPO: gemiddeld steunt 70% de monarchie, 25% is voor een republiek en 6% weet het niet of geeft geen antwoord.
| % respons                                      | 2005 | 2007 | 2009 | 2010 | 2011 | 2012 | 2013 |
| ---------------------------------------------- | ---- | ---- | ---- | ---- | ---- | ---- | ---- |
| Nederland kan het beste een koninkrijk blijven | 74   | 71   | 66   | 67   | 69   | 70   | 72   |
| Nederland kan het beste een republiek worden   | 20   | 23   | 28   | 29   | 26   | 25   | 21   |
| Weet niet / geen antwoord                      | 6    | 6    | 6    | 5    | 5    | 6    | 6    |

In de aanloop naar de troonswisseling van 2013 deed De Hond in opdracht van Hart van Nederland een onderzoek, waaruit bleek dat 65% van de ondervraagde Nederlanders tegen en 22% vóór een republiek was, terwijl 13% geen mening had. Wel vond de helft dat het koningshuis te duur was, 42% vond dat niet.

### Synovate
In een jaarlijkse enquête onder 500 mensen boven de 18 jaar noteerde marktonderzoeker Synovate een kleine toename aan republicanisme tussen 2007 en 2011 van 14% tot 18%. Volgens de laatste peiling in september 2011 bleef driekwart (73%) van de Nederlanders de monarchie steunen, maar de roep om een gemoderniseerd koningschap zonder enige politieke macht (37%) werd ook sterker. 45% meende dat het idee dat het oudste kind automatisch troonopvolger wordt "niet meer van deze tijd" was.
| % respons                            | 2007 | 2008 | 2009 | 2010 | Apr 2011 | Sept 2011 |
| ------------------------------------ | ---- | ---- | ---- | ---- | -------- | --------- |
| Nederland moet een monarchie blijven | 77   | 80   | 77   | 72   | 73       | 73        |
| Nederland moet een republiek worden  | 14   | 14   | 13   | 16   | 17       | 18        |
| Weet niet / geen mening              | 9    | 7    | 10   | 12   | 10       | 9         |

### Overige

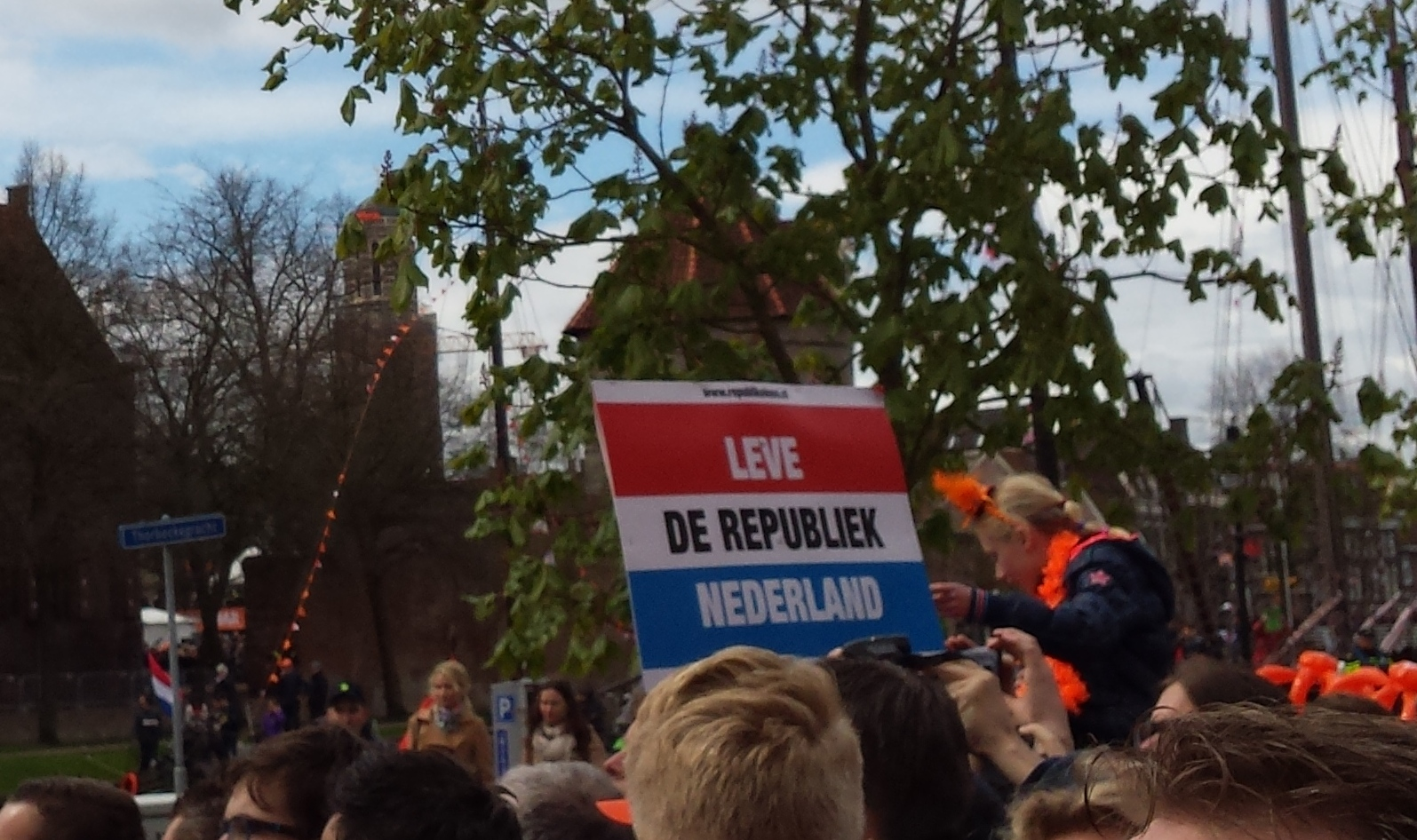
Republikeins protest op koningsdag 2016 te Zwolle.

In opdracht van het Nieuw Republikeins Genootschap hield de Dienst Onderzoek en Statistiek van de gemeente Amsterdam eind 2007 een enquête onder 1210 Amsterdammers over het koningshuis. Hieruit bleek onder meer dat volgens 35% van de ondervraagden de politieke rol van de monarchie moet verdwijnen en volgens nog eens 23% de monarchie helemaal moet verdwijnen; 38% wilde de huidige rol van de Nederlandse monarchie handhaven.
Uit onderzoek van Motivaction in 2007 in opdracht van HP/De Tijd bleek dat 60,2% de voorkeur gaf aan de huidige constitutionele monarchie, 13,7% wilde een louter ceremoniële monarch zonder politieke taken, 16,2% was gewonnen voor een republiek. Hogeropgeleide respondenten - met minstens hbo-diploma - waren meer veranderingsgezind: 21,2% wilde een republiek, 22,7% een puur ceremoniële monarchie. Een Motivaction-enquête onder 1254 mensen tussen 15 en 80 jaar oud uitgevoerd eind maart 2013, in opdracht van Trouw, toonde dat 11% een grotere rol voor het koningshuis wilde, 48% was voor de status quo, 21% wilde een zuiver ceremoniële rol, 14% wilde het afschaffen, 6% wist het niet of had geen mening. Vrouwen, plattelanders en ouderen waren sneller geneigd om de monarchie te steunen; mannen, stedelingen en jongeren waren eerder republikein.
Op 29 april 2013 meldde EénVandaag dat 70% van 22.000 ondervraagden voorstander van de monarchie was. Op 31 januari 2014 meldde EénVandaag dat van 21.000 ondervraagden 21% voor een republiek was, terwijl 71% de monarchie steunde. In april 2021 noteerde EenVandaag het laagste draagvlak voor de monarchie sinds zij in 2008 haar eerste Koningsdagonderzoek deed, namelijk 58%, terwijl 32% voorstander was van een republiek. Aan het begin van de coronacrisis in Nederland kon een republiek op slechts 24% rekenen en de monarchie nog op 67%, mede vanwege de moreel ondersteunende rol van Willem-Alexander in de onzekerheid van de eerste golf. Maar na verschillende incidenten, met name de door het koninklijk gezin na veel kritiek afgebroken vakantie in Griekenland te midden van de tweede coronagolf in oktober 2020, liep de populariteit van het koningshuis een gevoelige deuk op.

## Partijpolitieke standpunten
De meeste Nederlandse politieke partijen menen dat het koningshuis een bindende factor is in de samenleving. Het merendeel van de partijen vindt echter dat de monarchie zou moeten hervormd tot een meer ceremonieel koningschap (zoals dat bijvoorbeeld in Zweden het geval is). Daarbij dient de koning(in) minder of helemaal geen politieke functies meer te bekleden zodat hij/zij beter 'boven de partijen kan staan'. Dit zou in feite een republikeinse staatsvorm dichterbij brengen, maar alleen de Socialistische Partij en GroenLinksPvdA stellen een republiek met een gekozen staatshoofd ook expliciet als einddoel. De christelijke partijen CDA, ChristenUnie en SGP en de liberale VVD menen dat het huidig koninklijk ambt geheel gehandhaafd dient te worden. Ze waren er tegen dat de Tweede Kamer zelf een informateur of formateur zou aanstellen, maar zij hebben zich ernaar geschikt toen dit toch (voor het eerst) gebeurde tijdens de kabinetsformatie van 2012.
| Is de koning(in) idealiter…          | VVD | PVV | CDA | D66 | GL/PvdA | SP  | CU | PvdD | 50Plus | SGP | DENK | FVD | Volt | NSC | JA21 | BBB |
| ------------------------------------ | --- | --- | --- | --- | ------- | --- | -- | ---- | ------ | --- | ---- | --- | ---- | --- | ---- | --- |
| …deel van de regering?               | Ja  | Nee | Ja  | Nee | Nee     | Nee | Ja | Nee  | Ja     | Ja  | Ja   | Nee | Nee  | Ja  | Ja   | Ja  |
| …voorzitter van de Raad van State?   | Ja  | Nee | Ja  | Nee | Nee     | Nee | Ja | Nee  | Ja     | Ja  | Ja   | Nee | Nee  | Ja  | Ja   | Ja  |
| …initiatiefnemer in de formatie?     | Ja  | Nee | Ja  | Nee | Nee     | Nee | Ja | Nee  | Ja     | Ja  | ?    | Nee | Nee  | Ja  | Ja   | Ja  |
| …de huidige vergoedingen vergund?    | Ja  | Nee | Ja  | Nee | Nee     | Nee | Ja | Nee  | Ja     | Ja  | Nee  | ?   | Nee  | Ja  | ?    | Ja  |
| …beschermd tegen majesteitsschennis? | Nee | Nee | Ja  | Nee | Nee     | Nee | Ja | Nee  | Nee    | Ja  | Ja   | Nee | Nee  | ?   | ?    | ?   |
| …op lange termijn ook staatshoofd?   | Ja  | Ja  | Ja  | Ja  | Nee     | Nee | Ja | Ja   | Ja     | Ja  | Ja   | Ja  | Ja   | Ja  | Ja   | Ja  |

### Republikeins(gezind)e bladen
- Le patriote Belge, Zuidelijke Nederlanden[218]
- De vaderlander, Zuidelijke Nederlanden[218]
- De wekker, Zuidelijke Nederlanden[218]
- De Tolk der Vrijheid (1839–1841), Groningen[218]
- De Onafhankelijke (1843), Amsterdam[218]
- De Ooyevaar (1844–1847), Den Haag[218]
- De Roode Duivel (1892–1897)[219]
- De Republikein (1918), Den Haag[218]
- De Hofleverancier, verenigingsperiodiek van het NRG (1999-2009)[220]
- Res Pvblica, het verenigingsblad van Pro Republica (2009)[221]
- De Republikein (2005–heden), Zeist
- Republikeins Bulletin (2018-2019 ), het nieuwe ledenblad van het RG[222]